# Doha
Doha (tiếng Ả Rập: الدوحة, chuyển tự: Ad-Dawḥah hay Ad-Dōḥah), là thủ đô của Qatar, nằm ở Ad Dawhah bên bờ Vịnh Ba Tư. Đây là thành phố lớn nhất ở Qatar với 75% dân số của quốc gia này sống ở Doha và ngoại ô của nó; cũng là trung tâm chính trị và kinh tế của Qatar. Doha có dân số 956,460 người năm 2015.
Doha được thành lập vào những năm 1820 khi là một phần của Al Bidda. Nó đã được chính thức tuyên bố là thủ đô của đất nước vào năm 1971, khi Qatar giành được độc lập từ một nước bảo hộ của Anh. Là thủ đô thương mại của Qatar và là một trong những trung tâm tài chính đang nổi lên ở khu vực Trung Đông, Doha được đánh giá là một thành phố toàn cầu bởi Mạng lưới Toàn cầu hoá và Mạng lưới Nghiên cứu Thành phố Thế giới (Với thành phố hòa bình). Doha cũng đã xây dựng thành phố Giáo dục, một khu vực dành cho nghiên cứu và giáo dục.
Thành phố này là nơi tổ chức cuộc họp cấp bộ trưởng lần đầu tiên của vòng đàm phán Doha về các cuộc đàm phán của Tổ chức Thương mại Thế giới. Nó cũng được chọn là thành phố chủ nhà của một số sự kiện thể thao, bao gồm Đại hội Thể thao châu Á 2006, Đại hội Thể thao toàn Ả Rập 2011 và hầu hết các trận đấu bóng đá tại AFC Asian Cup 2011. Vào tháng 12 năm 2011, Hội đồng Dầu khí Thế giới đã tổ chức Hội nghị Dầu mỏ Thế giới lần thứ 20 tại Doha. Ngoài ra, thành phố đã tổ chức Cuộc đàm phán Khí hậu UNFCCC 2012 và sẽ tổ chức một số lượng lớn các trận đấu bóng đá ở FIFA World Cup 2022. Thành phố cũng đã tổ chức Hội nghị Liên minh Nghị viện lần thứ 140 vào tháng 4 năm 2019.
Tháng 5 năm 2015, Doha chính thức được công nhận là một trong những thành phố 7 kì quan mới cùng với Vigan, La Paz, Durban, La Habana, Beirut và Kuala Lumpur.

## Từ nguyên
Theo Bộ Đô thị và Môi trường, cái tên "Doha" có nguồn gốc từ tiếng Ả Rập dohat, có nghĩa là "độ tròn" - ám chỉ các vịnh tròn bao quanh bờ biển của khu vực.

## Lịch sử

### Thành lập Al Bidda

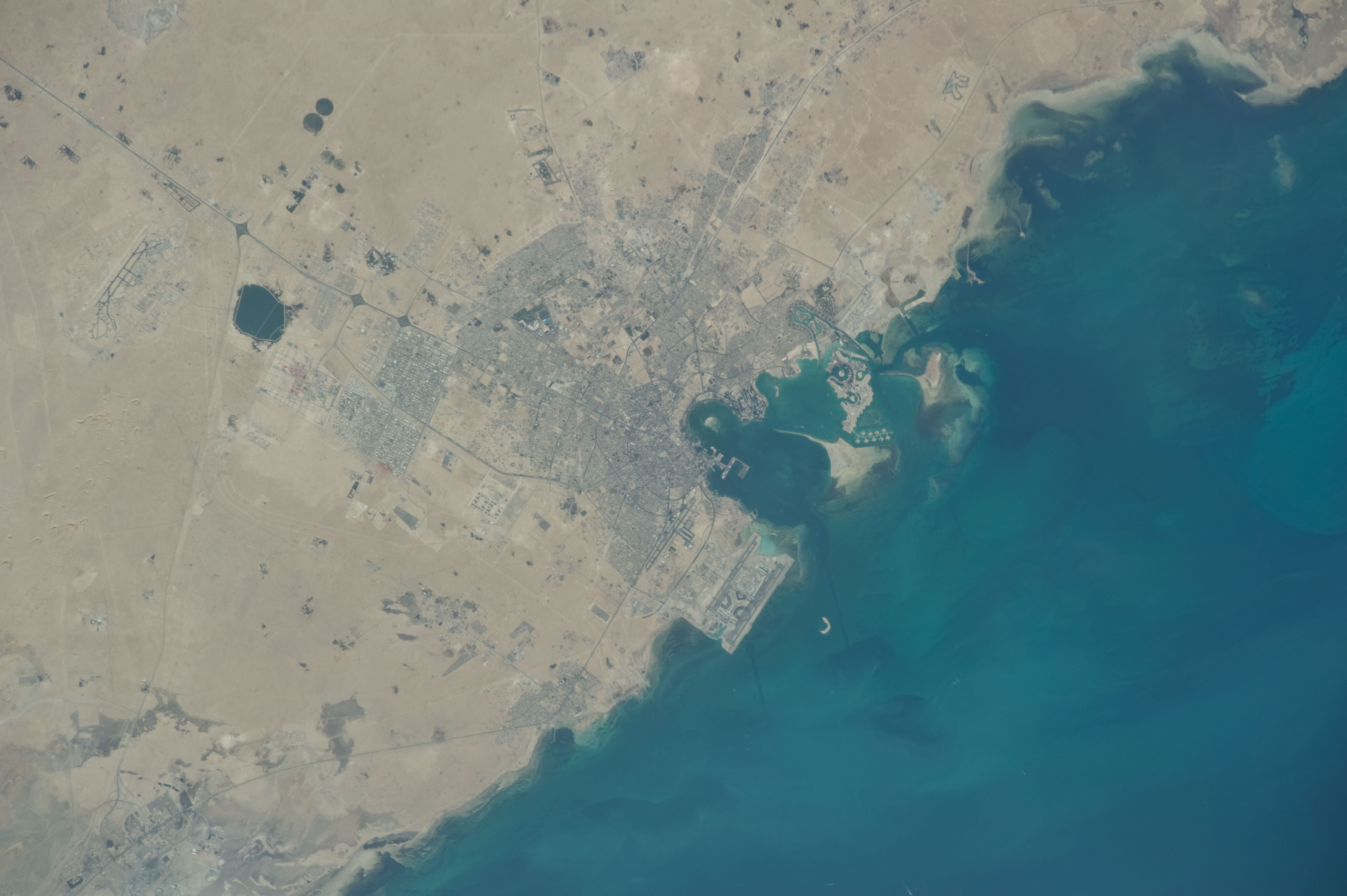
Cảnh Doha qua vệ tinh chụp cảnh bờ biển phía đông của Qatar. Giống như hầu hết các thành phố trên thế giới, Doha đã phát triển quanh khu vực thuận lợi cho đường thủy xung quanh khu vực Souq Waqif ngày nay.

Thành phố Doha được thành lập nhờ việc tách khỏi một khu định cư địa phương khác gọi là Al Bidda. Tài liệu đề cập sớm nhất về Al Bidda được thực hiện vào năm 1681 bởi tu viện Carmelite trong một ấn bản ghi lại một số khu định cư ở Qatar. Trong hồ sơ, người cai trị và một pháo đài trong nhỏ của Al Bidda được nói đến. Carsten Niebuhr, một nhà thám hiểm người Đức đến thăm bán đảo Ả Rập, đã tạo ra một trong những bản đồ đầu tiên để mô tả khu định cư vào năm 1765, trong đó ông gắn nhãn là 'Guttur'.
David Seaton, một cư dân người Anh ở Muscat, đã viết bản ghi tiếng Anh đầu tiên về Al Bidda vào năm 1801. Ông gọi thị trấn là 'Bedih' và mô tả địa lý và các cấu trúc phòng thủ trong khu vực. Ông tuyên bố rằng thị trấn đã được định cư bởi bộ lạc Sudan (Al-Suwaidi), người mà ông coi là cướp biển. Seaton đã cố gắng bắn phá thị trấn bằng tàu chiến của ông, nhưng đã quay trở lại Muscat khi thấy rằng vùng nước quá cạn để giữ nổi tàu chiến của ông trong khoảng cách gần.
Cùng năm đó, một thỏa thuận được gọi là Hiệp ước Hàng hải chung đã được ký kết giữa Công ty Đông Ấn và những người theo đạo Hồi của một số khu định cư ở Vịnh Ba Tư (một số trong đó sau này được gọi là Bờ biển đình chiến). Nó thừa nhận chính quyền Anh ở Vịnh Ba Tư và tìm cách chấm dứt nạn cướp biển và buôn bán nô lệ. Bahrain trở thành một bên tham gia hiệp ước và người ta cho rằng Qatar, được người Anh coi là một sự phụ thuộc của Bahrain, cũng là một phần của hiệp ước. Tuy nhiên, Qatar không được yêu cầu treo cờ theo quy định. Để trừng phạt cho cáo buộc vi phạm của cư dân Al Bidda và vi phạm hiệp ước, một tàu của Công ty Đông Ấn đã bắn phá thị trấn vào năm 1821. Họ đánh sập thị trấn, buộc khoảng 300 đến 400 người bản địa phải chạy trốn và tạm trú trên các hòn đảo giữa Qatar và bờ biển đình chiến.

### Thời kì ban đầu
Doha được thành lập trong vùng lân cận của Al Bidda vào những năm 1820. Tháng 1 năm 1823, John MacLeod cư trú chính thức tại Al Bidda để gặp người cai trị và là người sáng lập ban đầu của Doha, Buhur bin Jubrun, người cũng là trưởng bộ tộc Al-Buainain. MacLeod lưu ý rằng Al Bidda là cảng thương mại đáng kể duy nhất trên bán đảo trong thời gian này. Sau khi thành lập Doha, các hồ sơ bằng văn bản thường kết hợp Al Bidda và Doha với sự gần gũi gần gũi của hai khu định cư. Cuối năm đó, Trung sĩ Guy và Lt. Brucks lập bản đồ và viết mô tả về hai khu định cư. Mặc dù được ánh xạ dưới dạng hai thực thể riêng biệt, chúng được gọi dưới tên tập thể của Al Bidda trong phần mô tả bằng văn bản.
Năm 1828, Mohammed bin Khamis, một thành viên nổi bật của bộ lạc Al-Buainain và người kế nhiệm Buhur bin Jubrun làm đầu của Al Bidda, đã bị cuốn vào tranh cãi. Ông đã giết chết một người gốc Bahrain, khiến cho người Al Khalifa bắt giam ông. Đáp lại, bộ lạc Al-Buainain nổi dậy, kích động Al Khalifa tiêu diệt pháo đài của bộ lạc và trục xuất họ tới Fuwayrit và Ar Ru'ays. Vụ việc này cho phép Al Khalifa thẩm quyền bổ sung đối với thị trấn. Về cơ bản không có hiệu quả cai trị, Al Bidda và Doha đã trở thành một nơi an toàn cho cướp biển và cướp bóc.

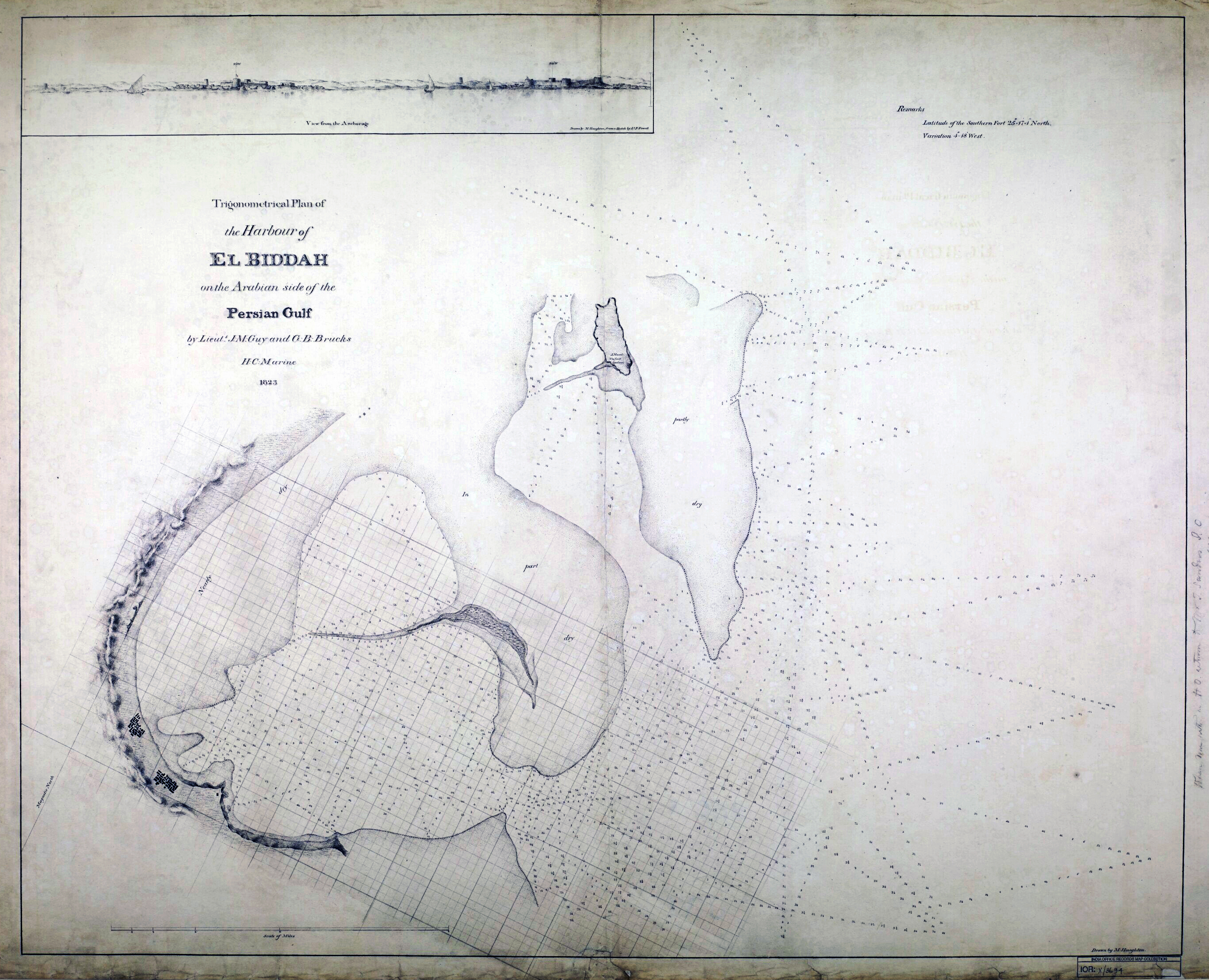
Bản đồ cảng El Biddah ở phía Ả Rập của Vịnh Ba Tư, 1823.

Tháng 11 năm 1839, một người ngoài vòng pháp luật từ Abu Dhabi có tên Ghuleta đã trú ẩn tại Al Bidda, gây ra phản ứng khắc nghiệt từ người Anh. A.H. Nott, một chỉ huy hải quân Anh yêu cầu Salemin bin Nasir Al-Suwaidi, trưởng bộ tộc Sudan ở Al Bidda, bắt giam Ghuleta và cảnh báo ông về hậu quả trong trường hợp không tuân thủ. Al-Suwaidi đã yêu cầu yêu cầu của Anh vào tháng 2 năm 1840 và cũng đã bắt giữ Jasim bin Jabir và các cộng sự của mình. Mặc dù tuân thủ, người Anh yêu cầu phạt 300 krones Đức để bồi thường cho thiệt hại gây ra bởi cướp biển ngoài khơi Al Bidda; cụ thể là đối với các hải tặc của bin Jabir. Tháng 2 năm 1841, các phi đội hải quân Anh đến Al Bidda và ra lệnh cho Al-Suwaidi đáp ứng được nhu cầu của Anh, đe dọa hậu quả nếu ông từ chối. Al-Suwaidi cuối cùng đã từ chối trên cơ sở rằng ông đã không được tham gia vào hành động của bin Jabir. Ngày 26 tháng 2, người Anh bắn Al Bidda, tấn công một pháo đài và một số ngôi nhà. Al-Suwaidi sau đó đã trả tiền phạt với đầy đủ các đe dọa sau đây của hành động tiếp theo của người Anh.
Isa bin Tarif, một trưởng bộ tộc mạnh mẽ từ bộ tộc Al Bin Ali, chuyển tới Doha vào tháng 5 năm 1843. Sau đó ông ta đã trục xuất bộ lạc Sudan cầm quyền và đã lắp đặt các bộ lạc Al-Maadeed và Al-Kuwari ở các vị trí quyền lực. Bin Tarif đã trung thành với Al Khalifa, tuy nhiên, ngay sau khi tuyên thệ nhậm chức tại Bahrain, bin Tarif đã ngày càng nghi ngờ về quyết định của Al Khalifa và chuyển sự trung thành của mình cho người cai trị Bahrain, Abdullah bin Khalifa, người ông đã từng giúp đỡ trong deposing của. Bin Tarif chết trong trận Fuwayrit chống lại gia đình cầm quyền Bahrain năm 1847.

### Sự xuất hiện của Al Thani
Người Al Thani di cư đến Doha từ Fuwayrit ngay sau cái chết của Bin Tarif năm 1847 dưới sự lãnh đạo của Mohammed bin Thani. Trong những năm tiếp theo, Al Thani đã chiếm quyền kiểm soát thị trấn. Vào những thời điểm khác nhau, họ đã trao đổi sự trung thành giữa hai cường quốc đang nắm giữ trong khu vực: Al Khalifa và Saudis.

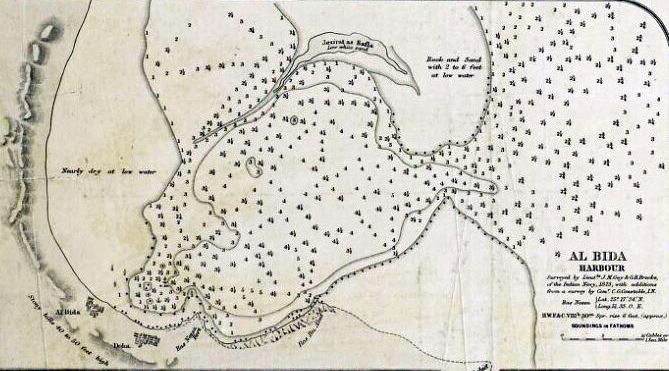
Kế hoạch xây cảng Al Bidda được vẽ vào năm 1860 chỉ ra các khu định cư và địa danh chính.

Năm 1867, một số lượng lớn tàu và quân đội đã được gửi từ Bahrain để tấn công các thị trấn Al Wakrah và Doha qua một loạt các tranh chấp. Abu Dhabi tham gia vào thay mặt cho Bahrain do ý tưởng rằng Al Wakrah là nơi nương tựa cho những người chạy trốn khỏi Oman. Vào cuối năm đó, lực lượng kết hợp đã cướp đi hai thị trấn Qatari với khoảng 2.700 người trong cuộc chiến mang tên Chiến tranh Qatar-Bahrain. Một hồ sơ của Anh sau đó tuyên bố rằng "các thành phố Doha và Wakrah, vào cuối năm 1867, đã tạm thời bị loại ra khỏi cuộc sống, những ngôi nhà bị tháo dỡ và những người bị trục xuất".
Cuộc tấn công của người Bahrain-Abu Dhabi và cuộc phản công sau đó của dân Qatar khiến cho đại diện chính trị Anh, Đại tá Lewis Pelly, đưa ra quyết định vào năm 1868. Nhiệm vụ của Pelly đến Bahrain và Qatar và hiệp định hòa bình là kết quả của những cột mốc trong lịch sử của Qatar. Nó ngầm thừa nhận sự khác biệt của Qatar từ Bahrain và thừa nhận một cách rõ ràng vị thế của Mohammed bin Thani như một đại diện quan trọng của các bộ lạc bán đảo.

Ngay sau khi chiến tranh, Ottoman đã nắm quyền kiểm soát danh nghĩa của đất nước, xây dựng căn cứ ở Doha với sự chấp thuận của Jassim Al Thani, người muốn củng cố sự kiểm soát của ông về khu vực. Trước đó, thị trấn Doha phục vụ như là một căn cứ cho các chiến binh Bedouin chống lại chế độ Ottoman. 

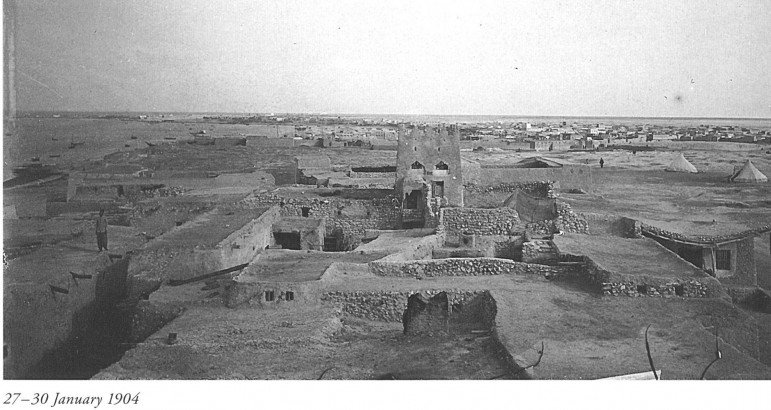
Một phần của Doha như đã thấy vào tháng 1 năm 1904. Hầu hết là nhà thấp tầng và sử dụng các vật liệu tự nhiên có sẵn tại địa phương như đất nung và lá cọ.

Đến tháng 12 năm 1871, Jassim Al Thani cho phép Ottoman đưa 100 quân và thiết bị đến Al Bidda. Major Ömer Bey biên soạn một báo cáo về Al Bidda vào tháng 1 năm 1872, nói rằng đó là một "trung tâm hành chính" với khoảng 1.000 ngôi nhà và 4.000 cư dân. Năm 1882, al Rayyan đã xây pháo đài Al Wajbah ở Tây Nam Doha. Năm sau, Sheikh Qassim đã lãnh đạo quân đội Qatar chiến thắng Đế quốc Ottoman.
Sự bất đồng về cống và can thiệp vào công việc nội bộ nảy sinh, cuối cùng dẫn đến trận Al Wajbah vào tháng 3 năm 1893. Pháo đài Al Bidda phục vụ như là điểm cuối cùng rút lui cho quân đội Ottoman. Trong khi họ bị đồn trú trong pháo đài, tàu hộ tống của họ đã bắn trúng một cách bừa bãi ở thị trấn, giết chết một số thường dân. Cuối cùng Ottoman đã đầu hàng sau khi quân đội của Jassim Al Thani cắt đứt nguồn cung cấp nước của thị trấn. Một báo cáo của Ottoman được tổng hợp năm đó cho thấy Al Bidda và Doha có tổng dân số 6.000 người và cùng nhau đề cập tới cả hai thị trấn bằng tên 'Katar'. Doha được phân loại là phần phía đông của Katar. Ottoman đã giữ một vai trò thụ động trong chính trị của Qatar từ những năm 1890 trở đi cho đến khi hoàn toàn mất kiểm soát trong giai đoạn đầu của Thế chiến thứ nhất.

### Thế kỷ XX

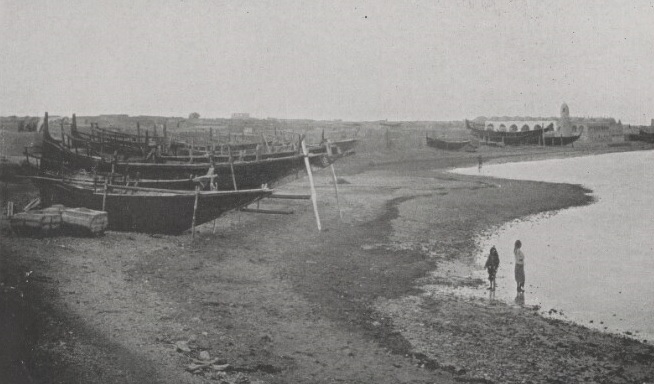
Đường bờ biển của thành phố vào năm 1904 phần lớn dân kiếm sống bằng việc câu cá và lặn lấy ngọc trai.

Đánh bắt ngọc trai đã đóng vai trò thương mại quan trọng tại Doha vào thế kỷ 20. Dân số tăng lên khoảng 12.000 cư dân trong nửa đầu của thế kỷ 20 do sự buôn bán ngọc trai nở rộ. Một cư dân chính trị Anh lưu ý rằng nếu nguồn cung ngọc trai giảm, Qatar sẽ 'thực tế ngừng tồn tại'. Năm 1907, thành phố này có 350 thuyền ngọc trai với tổng số phi hành đoàn 6.300 người. Đến thời điểm này, giá ngọc trai trung bình đã tăng hơn gấp đôi kể từ năm 1877. Thị trường ngọc trai sụp đổ vào năm đó, buộc Jassim Al Thani phải bán sản phẩm ngọc trai của nước này với giá chỉ bằng một nửa giá trị. Những hậu quả của sự sụp đổ đã dẫn tới việc thành lập nhà tùy chỉnh đầu tiên của đất nước này ở Doha.

#### Báo cáo Lorimer (1908)
Nhà sử học người Anh J.G. Lorimer là tác giả của một cuốn cẩm nang dành cho các đặc vụ Anh ở Vịnh Ba Tư mang tên Gazetteer của Vịnh Ba Tư vào năm 1908. Lorimer liệt kê và mô tả các quận của Doha, vào thời điểm đó bao gồm các quận vẫn còn tồn tại như Al Mirqab, As Salatah, Al Bidda and Rumeilah:
Diện mạo chung của Dohah là không hấp dẫn; đường hẹp và những ngôi nhà tồi tàn và nhỏ hẹp. Không có cây chà là hay cây nào khác, và khu vườn xanh duy nhất là ở gần pháo đài, được chăm sóc bởi quân đồn trú Thổ Nhĩ Kỳ.

Đối với dân số của Doha, Lorimer khẳng định rằng "cư dân của Dohah được ước tính bao gồm cả đồn trú của quân đội Thổ Nhĩ Kỳ gồm 350 người, lên đến khoảng 12.000 người".

#### Anh bảo hộ (1916-1971)

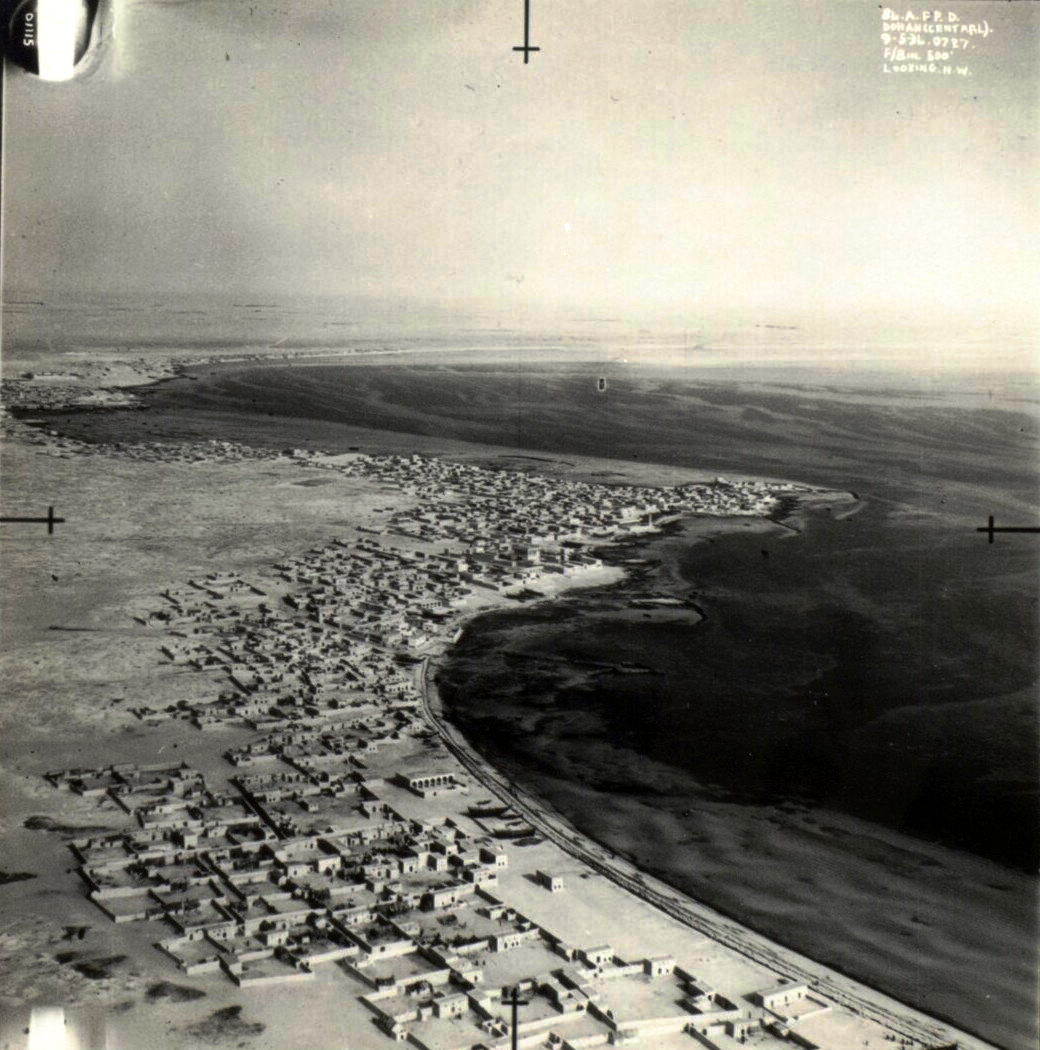
"Dohah nhìn về phía tây bắc", được chụp bởi Không quân Hoàng gia trong một cuộc trinh sát bán đảo Qatar vào ngày 9 tháng 5 năm 1934.

Vào tháng 4 năm 1913, Ottoman đã đồng ý với yêu cầu của Anh rằng họ rút toàn bộ quân đội khỏi Qatar. Sự hiện diện của Ottoman ở bán đảo đã chấm dứt, khi vào tháng 8 năm 1915, pháo đài Ottoman ở Al Bidda đã được sơ tán ngay sau khi bắt đầu Thế chiến I. Một năm sau, Qatar đồng ý trở thành nơi bảo hộ của Anh với Doha là thủ đô chính thức.
Các tòa nhà vào thời điểm đó là những ngôi nhà đơn giản với một hoặc hai phòng, được xây dựng từ bùn, đá và san hô. Những nhượng bộ về dầu trong những năm 1920 và 1930, và sau đó là khoan dầu vào năm 1939, báo trước sự khởi đầu của tiến trình kinh tế và xã hội chậm chạp ở nước này. Tuy nhiên, doanh thu có phần giảm sút do sự mất giá của việc buôn bán ngọc trai ở Vịnh Ba Tư do việc giới thiệu ngọc trai nuôi cấy và Đại suy thoái. Sự sụp đổ của thương mại ngọc trai đã khiến dân số giảm đáng kể trên toàn quốc. Mãi đến những năm 1950 và 1960, đất nước này mới chứng kiến lợi nhuận đáng kể từ hoạt động khoan dầu.

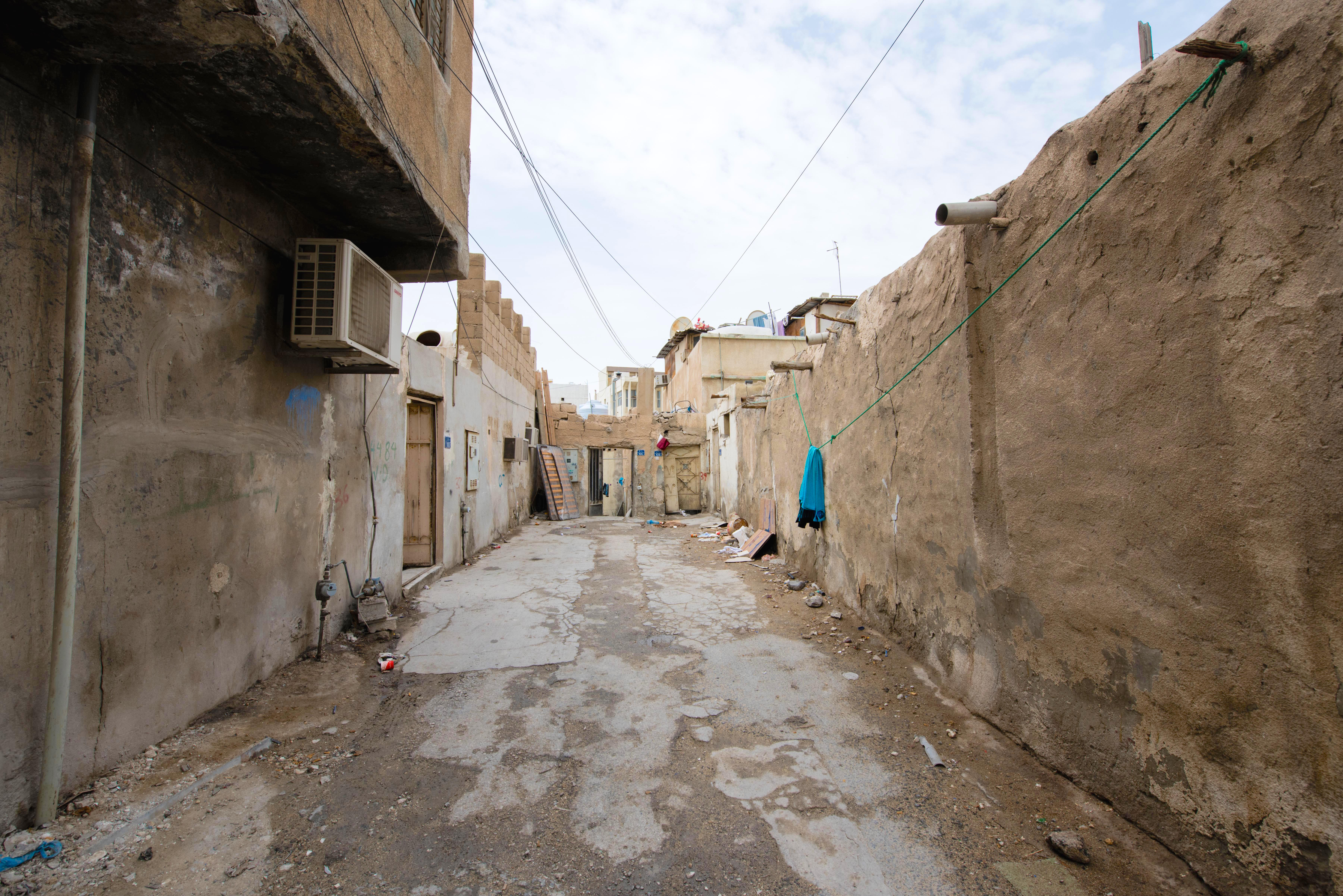
Một quận cũ ở Doha được quy hoạch với những con đường hẹp và những bức tường trát vữa thô ráp mang đến một cái nhìn thoáng qua về quá khứ của thành phố.

Qatar đã không khai thác được sự giàu có mới từ những nhượng bộ dầu lửa, và các khu ổ chuột đã nhanh chóng bị phá hủy để thay thế bằng các tòa nhà hiện đại hơn. Trường học chính thức đầu tiên của nam sinh được thành lập ở Doha năm 1952, sau đó ba năm sau khi thành lập trường nữ sinh. Trong lịch sử, Doha đã là một cảng thương mại có ý nghĩa địa phương. Tuy nhiên, nước cạn của vịnh ngăn cản tàu lớn hơn vào cảng cho đến những năm 1970, khi cảng nước sâu của nó đã được hoàn thành. Những thay đổi tiếp theo sau đó là việc cải tạo đất rộng, dẫn đến sự phát triển của vịnh lưỡi liềm. Từ những năm 1950 đến năm 1970, dân số Doha đã tăng từ khoảng 14.000 người lên trên 83.000 người, trong đó người nhập cư nước ngoài chiếm khoảng 2/3 tổng dân số.

### Thời kì độc lập

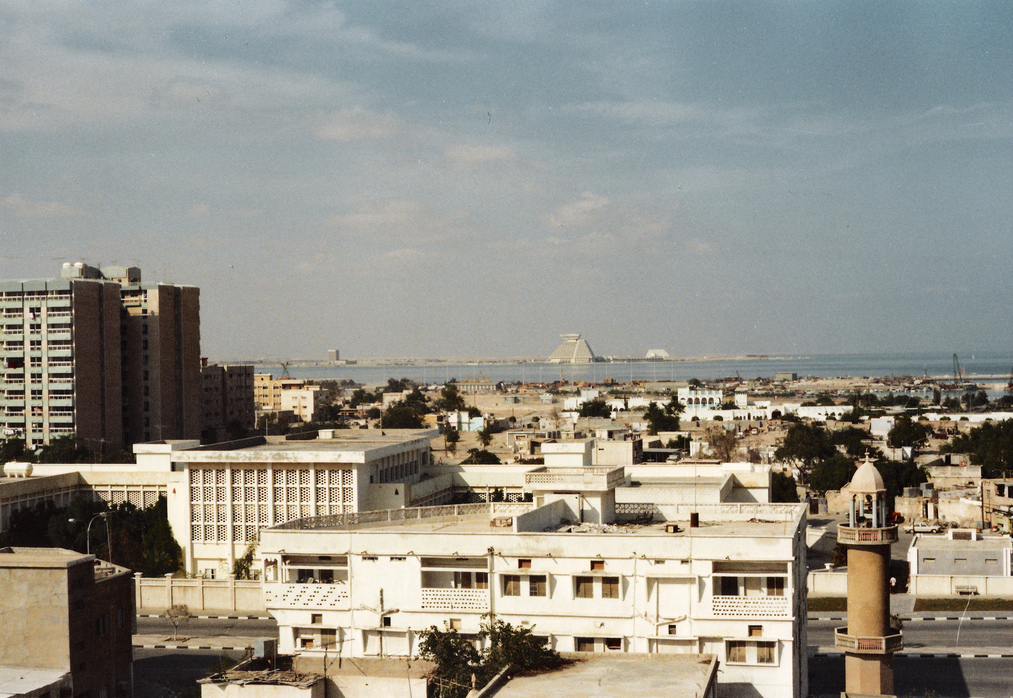
Doha những năm 1980 cho thấy khách sạn Sheraton (tòa nhà giống như kim tự tháp xa phía sau) mà không có bất kỳ tòa nhà cao tầng nào xung quanh nó.

Qatar chính thức tuyên bố độc lập vào năm 1971, với Doha là thủ đô của nó. Năm 1973, Đại học Qatar được khai trương theo nghị định của emir, và năm 1975, Bảo tàng Quốc gia Qatar mở đầu trong cung điện của nhà vua. Trong những năm 1970, tất cả các khu phố cũ ở Doha đều bị phá hủy và người dân chuyển đến phát triển ngoại ô mới như Al Rayyan, Madinat Khalifa và Al Gharafa. Dân số của khu vực đô thị tăng từ 89.000 năm 1970 lên hơn 434.000 năm 1997. Ngoài ra, chính sách đất đai đã làm tổng diện tích đất lên tới 7.100 ha vào năm 1995, tăng từ 130 ha vào giữa thế kỷ XX.

Tháp Qatar Petroleum, tháp Palm B, tháp Tornado, tháp Doha và tháp Al Jassimya (từ trái sang phải) ở khu vực West Bay năm 2015

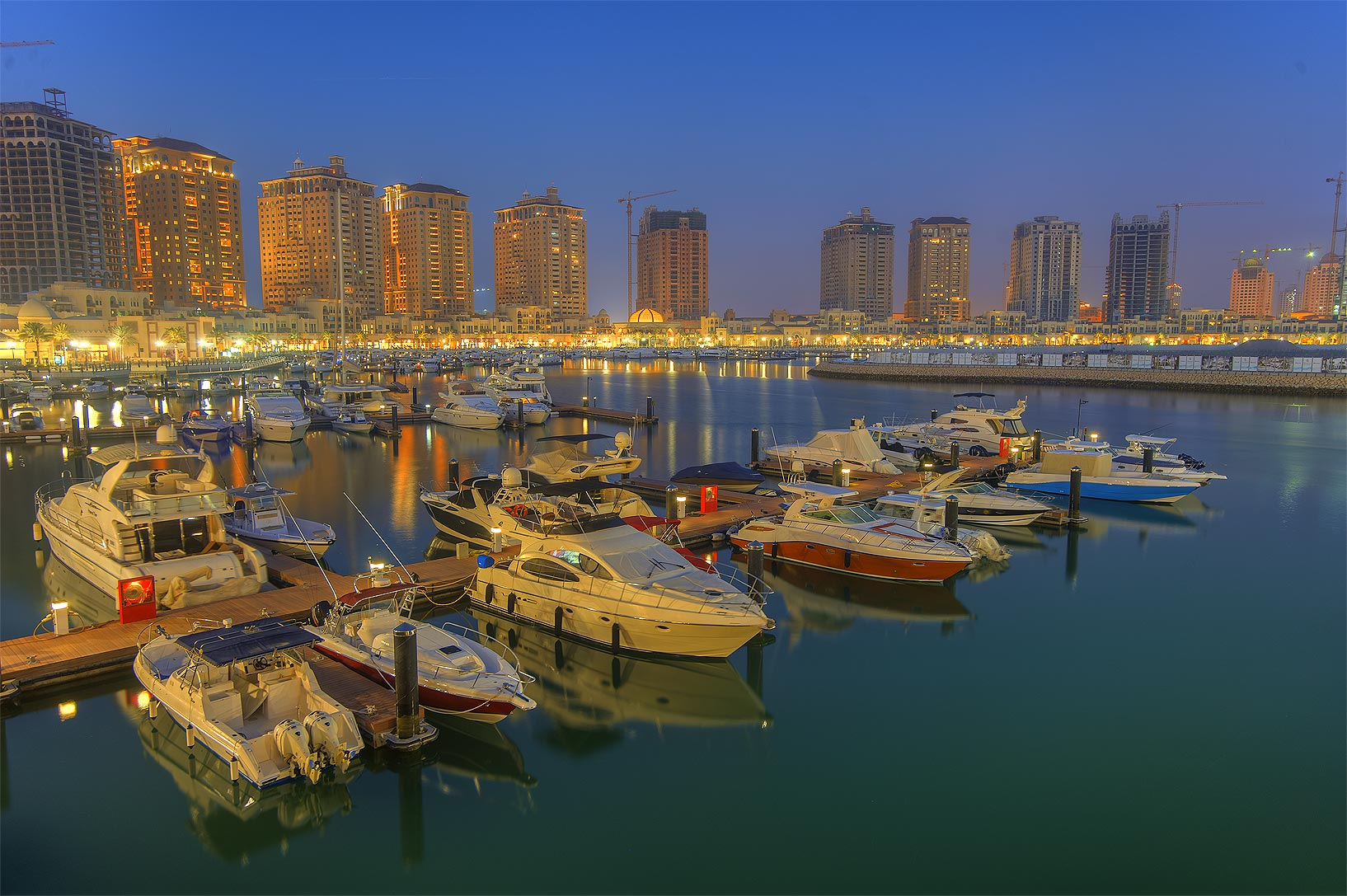
The Pearl-Qatar là một hòn đảo nhân tạo trải rộng gần 4 km².

Năm 1983, một trung tâm khách sạn và hội nghị đã được phát triển ở phía bắc của Corniche. Cơ cấu khách sạn Sheraton 15 tầng ở trung tâm này sẽ là công trình cao nhất tại Doha cho đến những năm 1990. Năm 1993, Qatar Open đã trở thành sự kiện thể thao lớn đầu tiên được tổ chức tại thành phố. Hai năm sau đó, Qatar đã trở thành chủ nhà của Giải vô địch bóng đá trẻ thế giới, với tất cả các trận đấu được tổ chức tại sân vận động Doha.

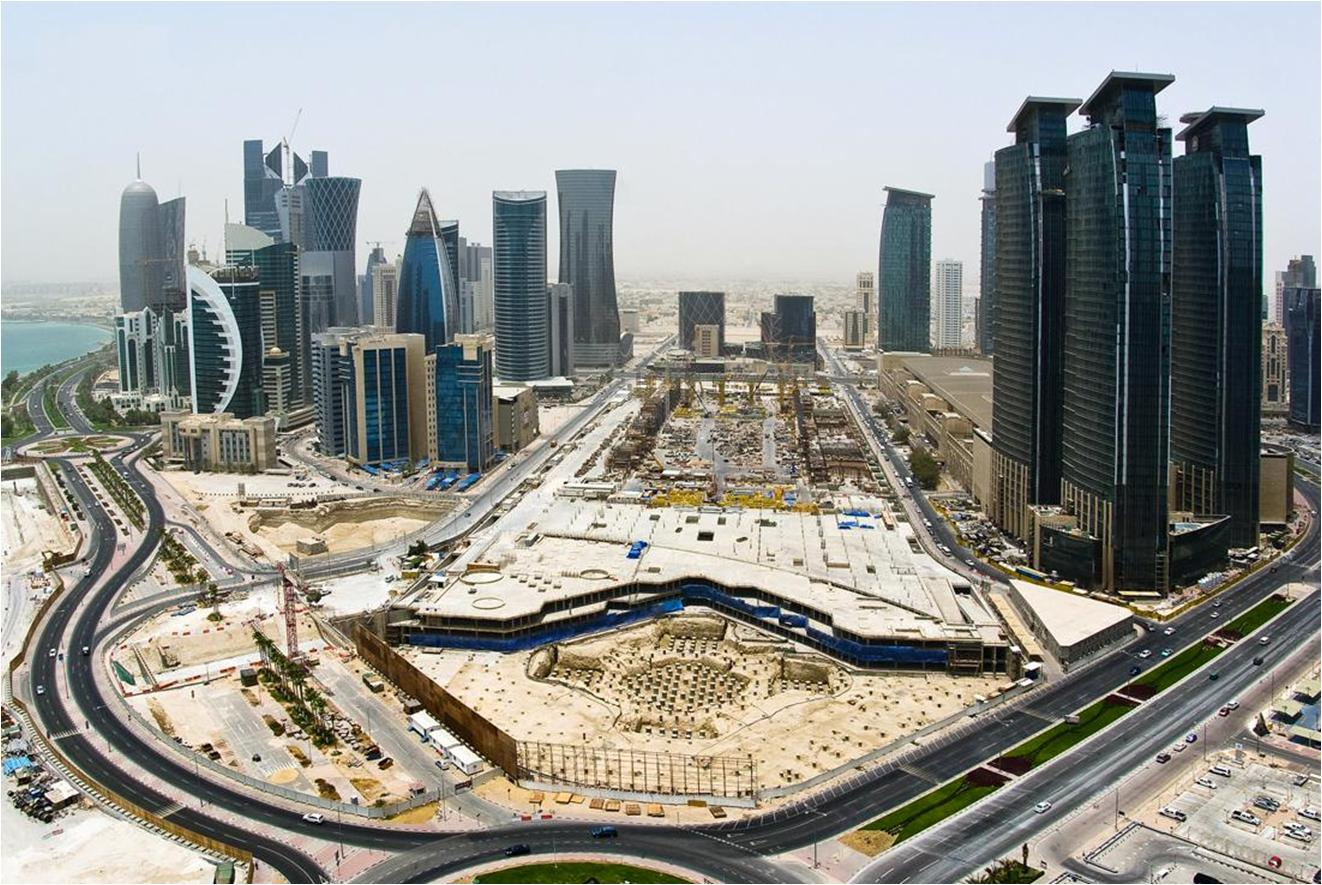
Sự phát triển ở quận West Bay của Doha đã chứng kiến sự gia tăng mật độ dân số của khu vực với việc xây dựng một số tòa nhà cao tầng.

Kênh tin Al Jazeera Tiếng Ả Rập bắt đầu phát sóng từ Doha vào năm 1996. Vào cuối những năm 1990, chính phủ đã lên kế hoạch xây dựng Khu đô thị giáo dục, một khu phức hợp Doha rộng 2.500 ha, chủ yếu cho các cơ sở giáo dục. Kể từ đầu thế kỷ XXI, Doha đã thu hút được nhiều sự chú ý của giới truyền thông do tổ chức một số sự kiện toàn cầu và lễ nhậm chức của một số dự án lớn về kiến trúc. Một trong những dự án lớn nhất do chính phủ đưa ra là The Pearl-Qatar, một hòn đảo nhân tạo ngoài khơi bờ West Bay, đưa ra quận đầu tiên vào năm 2004. Năm 2006, Doha đã được chọn để tổ chức Đại hội Thể thao châu Á, dẫn đến sự phát triển của một khu liên hợp thể thao rộng 250 hecta được gọi là Khu Aspire. Trong thời gian này, các điểm tham quan văn hóa mới đã được xây dựng trong thành phố, với những ngôi nhà cổ được khôi phục. Trong năm 2006, chính phủ đã phát động một chương trình khôi phục để bảo vệ bản sắc kiến trúc và lịch sử của Souq Waqif. Các kiến trúc được xây dựng sau những năm 1950 đã bị phá hủy trong khi các cấu trúc cũ hơn được tân trang. Việc khôi phục hoàn thành vào năm 2008. Làng Văn hóa Katara đã được mở cửa trong thành phố vào năm 2010 và đã tổ chức Liên hoan phim Doha Tribeca kể từ đó.

## Địa lí

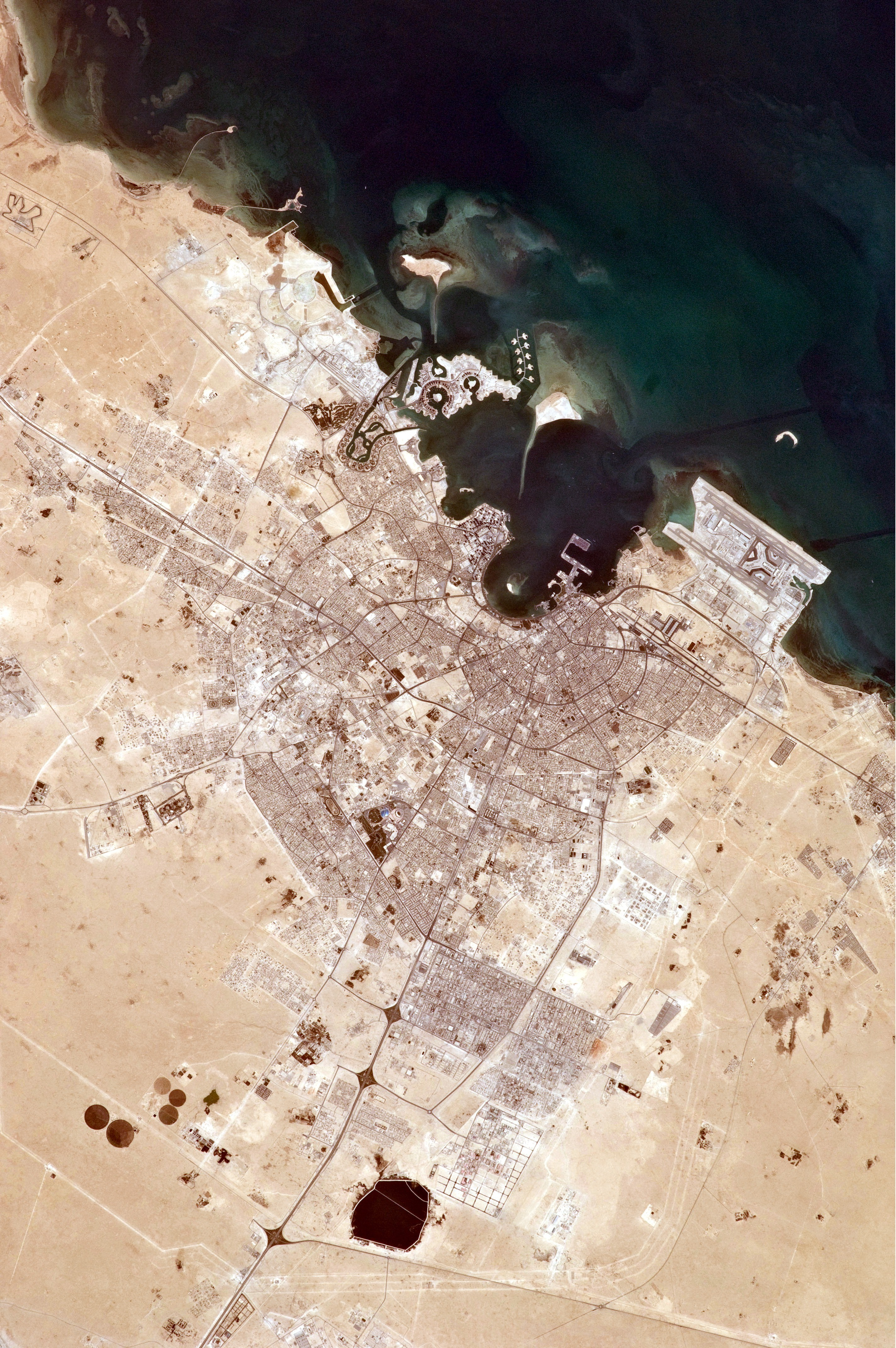
Doha nhìn từ Trạm vũ trụ quốc tế ISS năm 2010 cho thấy sự phát triển nhanh chóng mà thành phố đã trải qua kể từ khi phát hiện ra dầu vào những năm 1960.

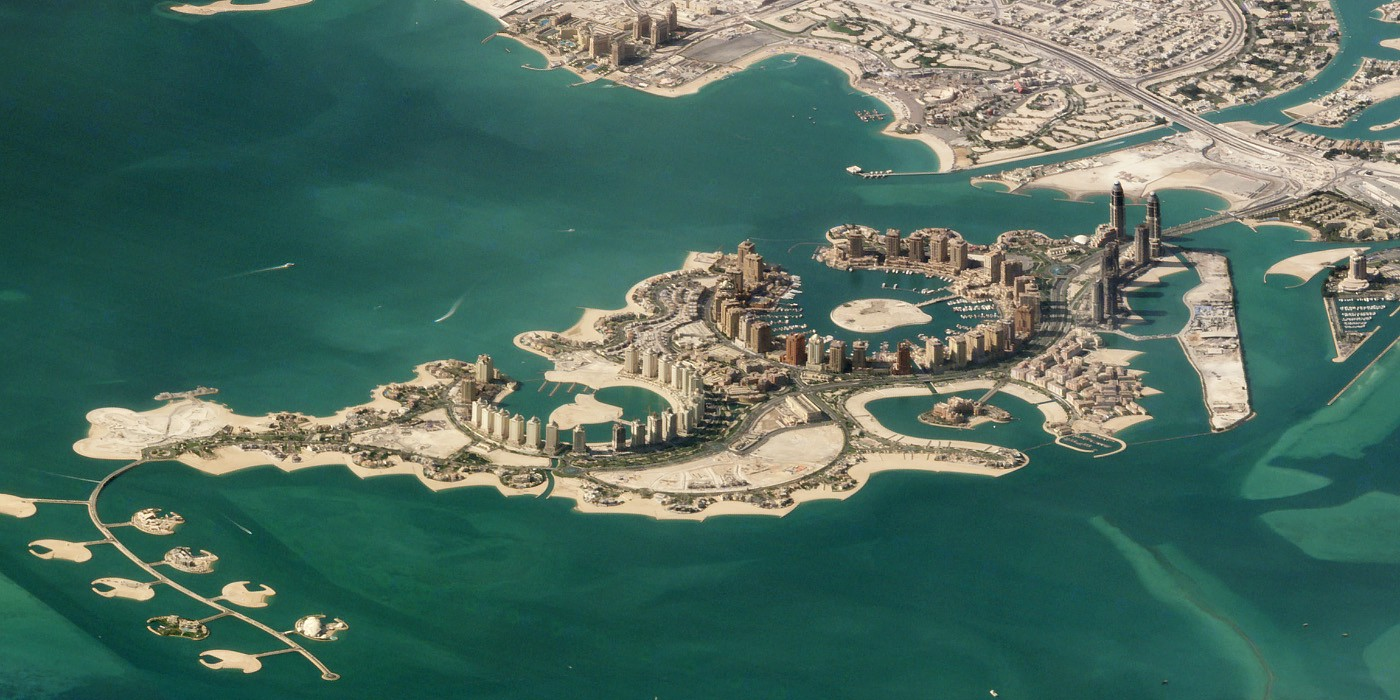
Pearl là một hòn đảo nhân tạo được kết nối với đất liền bằng một cây cầu.

Doha nằm ở phần phía đông-trung của Qatar, có tọa độ địa lí là 25°18′00″B 51°32′00″Đ / 25,3°B 51,5333°Đ, giáp với Vịnh Ba Tư ven bờ biển. Độ cao của nó là 10 m. Doha được đô thị hóa cao. Việc cải tạo đất ngoài khơi bờ biển đã được thêm 400 héc-ta đất và 30 km đường bờ biển. Một nửa trong số 22 km² diện tích bề mặt mà Sân bay Quốc tế Hamad được xây dựng trên đã được khai hoang. Địa chất của Doha chủ yếu từ đá vôi dolomit vào thời kỳ đỉnh điểm của thế Eocen.
The Pearl là một hòn đảo nhân tạo ở Doha với diện tích bề mặt gần 400 ha (1000 mẫu Anh). Tổng dự án đã được ước tính là 15 tỉ đô la sau khi hoàn thành. Các hòn đảo khác ngoài bờ biển Doha bao gồm đảo Palm Tree, đảo Shrao, đảo Al Safliya và đảo Alia.
Trong một cuộc khảo sát năm 2010 về vùng nước ven biển của Doha do Cơ quan Thống kê Qatar thực hiện, người ta thấy rằng độ sâu tối đa của nó là 7,5 mét và độ sâu tối thiểu là 2 mét. Hơn nữa, nước có độ pH trung bình là 7,83, độ mặn 49,0 psu, nhiệt độ trung bình 22,7 °C và 5,5 mg/l oxy hòa tan.

## Khí hậu
Doha có khí hậu hoang mạc nóng (phân loại khí hậu Köppen BWh). Mùa hè có thời tiết cực kì nóng và kéo rất dài, từ tháng 5 đến tháng 9. Nhiệt độ trung bình vào thời điểm này khoảng 38 °C và thường chạm đến ngưỡng 45 °C vào những lúc nóng cực điểm. Độ ẩm thường thấp nhất vào tháng Năm và tháng Sáu. Điểm sương có thể vượt quá 30 °C vào mùa hè. Vào các tháng mùa Hè, thành phố hầu như không có mưa, ít hơn 20 mm so với các tháng còn lại. Lượng mưa nói chung là thấp, chỉ khoảng 75 mm trong một năm và chỉ xảy ra vào những ngày đơn lẻ từ tháng 10 đến tháng 3 năm sau. Khác với mùa hè, mùa đông lại khá ôn hòa, nhiệt độ hiếm khi xuống dưới mức 7 °C.
| Dữ liệu khí hậu của Doha (Sân bay quốc tế Doha) 1962–2013 | Dữ liệu khí hậu của Doha (Sân bay quốc tế Doha) 1962–2013 | Dữ liệu khí hậu của Doha (Sân bay quốc tế Doha) 1962–2013 | Dữ liệu khí hậu của Doha (Sân bay quốc tế Doha) 1962–2013 | Dữ liệu khí hậu của Doha (Sân bay quốc tế Doha) 1962–2013 | Dữ liệu khí hậu của Doha (Sân bay quốc tế Doha) 1962–2013 | Dữ liệu khí hậu của Doha (Sân bay quốc tế Doha) 1962–2013 | Dữ liệu khí hậu của Doha (Sân bay quốc tế Doha) 1962–2013 | Dữ liệu khí hậu của Doha (Sân bay quốc tế Doha) 1962–2013 | Dữ liệu khí hậu của Doha (Sân bay quốc tế Doha) 1962–2013 | Dữ liệu khí hậu của Doha (Sân bay quốc tế Doha) 1962–2013 | Dữ liệu khí hậu của Doha (Sân bay quốc tế Doha) 1962–2013 | Dữ liệu khí hậu của Doha (Sân bay quốc tế Doha) 1962–2013 | Dữ liệu khí hậu của Doha (Sân bay quốc tế Doha) 1962–2013 |
| Tháng                                                     | 1                                                         | 2                                                         | 3                                                         | 4                                                         | 5                                                         | 6                                                         | 7                                                         | 8                                                         | 9                                                         | 10                                                        | 11                                                        | 12                                                        | Năm                                                       |
| --------------------------------------------------------- | --------------------------------------------------------- | --------------------------------------------------------- | --------------------------------------------------------- | --------------------------------------------------------- | --------------------------------------------------------- | --------------------------------------------------------- | --------------------------------------------------------- | --------------------------------------------------------- | --------------------------------------------------------- | --------------------------------------------------------- | --------------------------------------------------------- | --------------------------------------------------------- | --------------------------------------------------------- |
| Cao kỉ lục °C (°F)                                        | 31.2 (88.2)                                               | 36.0 (96.8)                                               | 39.0 (102.2)                                              | 46.0 (114.8)                                              | 47.7 (117.9)                                              | 49.0 (120.2)                                              | 50.4 (122.7)                                              | 48.3 (118.9)                                              | 45.5 (113.9)                                              | 43.4 (110.1)                                              | 38.0 (100.4)                                              | 32.7 (90.9)                                               | 50.4 (122.7)                                              |
| Trung bình ngày tối đa °C (°F)                            | 21.7 (71.1)                                               | 23.0 (73.4)                                               | 26.8 (80.2)                                               | 31.9 (89.4)                                               | 38.2 (100.8)                                              | 41.2 (106.2)                                              | 41.5 (106.7)                                              | 40.7 (105.3)                                              | 38.6 (101.5)                                              | 35.2 (95.4)                                               | 29.5 (85.1)                                               | 24.1 (75.4)                                               | 32.7 (90.9)                                               |
| Trung bình ngày °C (°F)                                   | 17.0 (62.6)                                               | 17.9 (64.2)                                               | 21.2 (70.2)                                               | 25.7 (78.3)                                               | 31.0 (87.8)                                               | 33.9 (93.0)                                               | 34.7 (94.5)                                               | 34.3 (93.7)                                               | 32.2 (90.0)                                               | 28.9 (84.0)                                               | 24.2 (75.6)                                               | 19.2 (66.6)                                               | 26.7 (80.1)                                               |
| Tối thiểu trung bình ngày °C (°F)                         | 12.8 (55.0)                                               | 13.7 (56.7)                                               | 16.7 (62.1)                                               | 20.6 (69.1)                                               | 25.0 (77.0)                                               | 27.7 (81.9)                                               | 29.1 (84.4)                                               | 28.9 (84.0)                                               | 26.5 (79.7)                                               | 23.4 (74.1)                                               | 19.5 (67.1)                                               | 15.0 (59.0)                                               | 21.6 (70.9)                                               |
| Thấp kỉ lục °C (°F)                                       | 3.8 (38.8)                                                | 5.0 (41.0)                                                | 8.2 (46.8)                                                | 10.5 (50.9)                                               | 15.2 (59.4)                                               | 21.0 (69.8)                                               | 23.5 (74.3)                                               | 22.4 (72.3)                                               | 20.3 (68.5)                                               | 16.6 (61.9)                                               | 11.8 (53.2)                                               | 6.4 (43.5)                                                | 3.8 (38.8)                                                |
| Lượng Giáng thủy trung bình mm (inches)                   | 13.2 (0.52)                                               | 17.1 (0.67)                                               | 16.1 (0.63)                                               | 8.7 (0.34)                                                | 3.6 (0.14)                                                | 0.0 (0.0)                                                 | 0.0 (0.0)                                                 | 0.0 (0.0)                                                 | 0.0 (0.0)                                                 | 1.1 (0.04)                                                | 3.3 (0.13)                                                | 12.1 (0.48)                                               | 75.2 (2.96)                                               |
| Số ngày giáng thủy trung bình (≥ 1.0 mm)                  | 1.7                                                       | 2.1                                                       | 1.8                                                       | 1.4                                                       | 0.2                                                       | 0.0                                                       | 0.0                                                       | 0.0                                                       | 0.0                                                       | 0.1                                                       | 0.2                                                       | 1.3                                                       | 8.8                                                       |
| Độ ẩm tương đối trung bình (%)                            | 71                                                        | 70                                                        | 63                                                        | 52                                                        | 44                                                        | 41                                                        | 49                                                        | 55                                                        | 62                                                        | 63                                                        | 66                                                        | 71                                                        | 59                                                        |
| Số giờ nắng trung bình tháng                              | 244.9                                                     | 224.0                                                     | 241.8                                                     | 273.0                                                     | 325.5                                                     | 342.0                                                     | 325.5                                                     | 328.6                                                     | 306.0                                                     | 303.8                                                     | 276.0                                                     | 241.8                                                     | 3.432,9                                                   |
| Số giờ nắng trung bình ngày                               | 7.9                                                       | 8.0                                                       | 7.8                                                       | 9.1                                                       | 10.5                                                      | 11.4                                                      | 10.5                                                      | 10.6                                                      | 10.2                                                      | 9.8                                                       | 9.2                                                       | 7.8                                                       | 9.4                                                       |
| Nguồn 1: NOAA                                             |                                                           |                                                           |                                                           |                                                           |                                                           |                                                           |                                                           |                                                           |                                                           |                                                           |                                                           |                                                           |                                                           |
| Nguồn 2: Cục Khí tượng Qatar (1962-2013)}}                |                                                           |                                                           |                                                           |                                                           |                                                           |                                                           |                                                           |                                                           |                                                           |                                                           |                                                           |                                                           |                                                           |

| Nhiệt độ trung bình nước biển ở Doha | Nhiệt độ trung bình nước biển ở Doha | Nhiệt độ trung bình nước biển ở Doha | Nhiệt độ trung bình nước biển ở Doha | Nhiệt độ trung bình nước biển ở Doha | Nhiệt độ trung bình nước biển ở Doha | Nhiệt độ trung bình nước biển ở Doha | Nhiệt độ trung bình nước biển ở Doha | Nhiệt độ trung bình nước biển ở Doha | Nhiệt độ trung bình nước biển ở Doha | Nhiệt độ trung bình nước biển ở Doha | Nhiệt độ trung bình nước biển ở Doha | Nhiệt độ trung bình nước biển ở Doha |
| Tháng                                | 1                                    | Tháng 2                              | Tháng 3                              | Tháng 4                              | Tháng 5                              | Tháng 6                              | Tháng 7                              | Tháng 8                              | Tháng 9                              | Tháng 10                             | Tháng 11                             | Tháng 12                             |
| ------------------------------------ | ------------------------------------ | ------------------------------------ | ------------------------------------ | ------------------------------------ | ------------------------------------ | ------------------------------------ | ------------------------------------ | ------------------------------------ | ------------------------------------ | ------------------------------------ | ------------------------------------ | ------------------------------------ |
| Nhiệt độ                             | 20.5 °C                              | 19.1 °C                              | 20.9 °C                              | 23.7 °C                              | 28.2 °C                              | 30.9 °C                              | 32.8 °C                              | 33.9 °C                              | 33.1 °C                              | 31.0 °C                              | 27.4 °C                              | 23.1 °C                              |

## Nhân khẩu
| Tổng dân số thành thị Doha | Tổng dân số thành thị Doha |
| Năm                        | Dân thành thị              |
| -------------------------- | -------------------------- |
| 1997                       | 434.000                    |
| 2004                       | 644.000                    |
| 2008                       | 998.651                    |

Một phần đáng kể dân số của Qatar nằm trong phạm vi Doha và khu vực đô thị. Quận có mật độ dân số cao nhất là khu vực trung tâm của Al Najada, nơi có thể chứa được tổng dân số cao nhất trong cả nước. Mật độ dân số trong vùng Doha lớn hơn dao động từ 20.000 người trên mỗi km² đến 25 người trên km².

### Dân tộc và ngôn ngữ
Cơ cấu dân số của Doha rất khác thường khi dân số phần lớn là ngoại kiều, với dân tộc Qatar chính gốc lại là cộng đồng thiểu số. Dân số ngoại kiều đông nhất là từ các nước Đông Nam Á và Nam Á, chủ yếu là Ấn Độ, Pakistan, Sri Lanka, Nepal, Philippines và Bangladesh và với số lượng lớn ngoại kiều đến từ các nước khác thuộc thế giới Ả Rập, Levant, Đông Á. Doha cũng là nơi ở của ngoại kiều từ Hoa Kỳ, Nam Phi, Vương quốc Liên hiệp Anh và Bắc Ireland, Na Uy và nhiều nước khác.

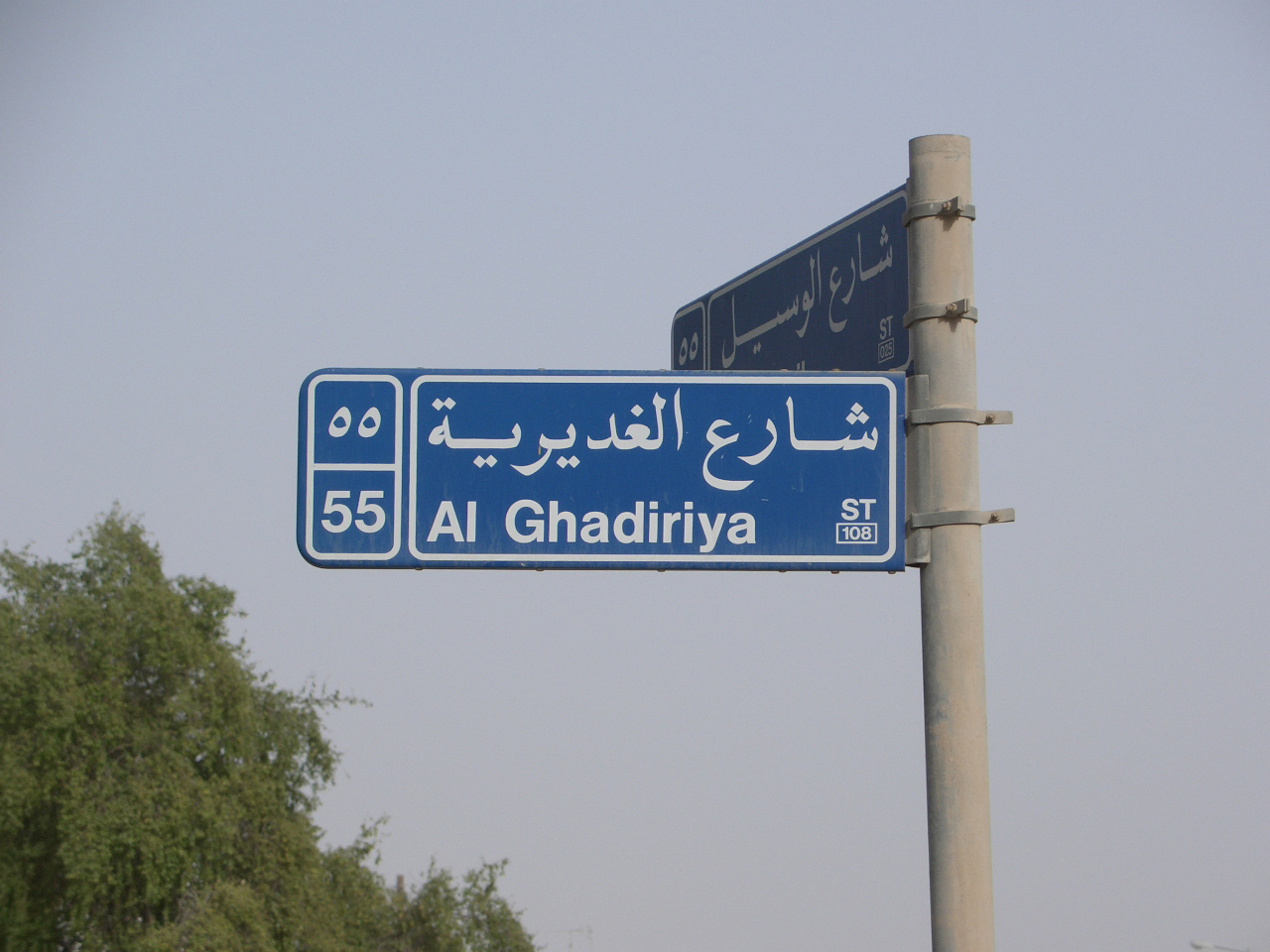
Một biển báo giao thông song ngữ điển hình ở Doha biểu thị số khu vực, tên đường và số ký hiệu đường phố giao lộ 2 đường.

Tiếng Ả Rập là ngôn ngữ chính thức của Qatar. Tiếng Anh thường được sử dụng như ngôn ngữ thứ hai và là ngôn ngữ thương mại. Vì có một số lượng lớn người nước ngoài ở Doha, các ngôn ngữ như Malayalam, Tamil, Bengal, Tagalog, Tây Ban Nha, Pháp, Urdu và Hindi được sử dụng rộng rãi.
Năm 2004, Luật sở hữu nước ngoài của Luật Bất động sản đã được thông qua, cho phép công dân không phải người Qatar mua đất ở các khu vực được chỉ định của Doha, bao gồm West Bay Lagoon, Qatar Pearl và Thành phố Lusail mới. Trước đó, người nước ngoài đã bị cấm sở hữu đất đai ở Qatar. Việc sở hữu đất ở Doha của người nước ngoài cho phép họ gia hạn giấy phép cư trú và sống và làm việc ở Qatar.
| Sinh con và đăng ký quốc tịch tại Doha | Sinh con và đăng ký quốc tịch tại Doha | Sinh con và đăng ký quốc tịch tại Doha | Sinh con và đăng ký quốc tịch tại Doha |
| Năm                                    | Người Qatar                            | Không phải người Qatar                 | Tổng cộng                              |
| -------------------------------------- | -------------------------------------- | -------------------------------------- | -------------------------------------- |
| 2001                                   | 2.080                                  | 3.619                                  | 5.699                                  |
| 2002                                   | 1.875                                  | 3.657                                  | 5.532                                  |
| 2003                                   | 2.172                                  | 4.027                                  | 6.199                                  |
| 2004                                   | 2.054                                  | 3.760                                  | 5.814                                  |
| 2005                                   | 1.767                                  | 3.899                                  | 5.666                                  |
| 2006                                   | 1.908                                  | 4.116                                  | 6.024                                  |
| 2007                                   | 1.913                                  | 4.708                                  | 6.621                                  |
| 2008                                   | 1.850                                  | 5.283                                  | 7.133                                  |
| 2009                                   | 2.141                                  | 5.979                                  | 8.120                                  |
| 2010                                   | 1.671                                  | 5.919                                  | 7.590                                  |
| 2011                                   | 1.859                                  | 6.580                                  | 8.439                                  |

Mỗi tháng, hàng ngàn người nhập cư vào Qatar và kết quả là Doha đã chứng kiến tốc độ tăng trưởng bùng nổ về dân số. Dân số của Doha hiện đang ở mức khoảng một triệu với dân số của thành phố tăng hơn gấp đôi từ năm 2000 đến năm 2010. Do dòng người nước ngoài tăng cao, thị trường nhà ở Qatar đã chứng kiến sự thiếu hụt nguồn cung dẫn đến tăng giá và lạm phát gia tăng. Tuy nhiên, khoảng cách trong thị trường nhà ở giữa cung và cầu đã được thu hẹp và giá bất động sản đã giảm ở một số khu vực sau một giai đoạn chứng kiến giá thuê tăng gấp ba ở một số khu vực.
Theo Hội đồng Hành chính Qatar, công nhân nước ngoài đem lại kiều hối 60 tỷ đô la từ năm 2006 đến 2012. 54% lượng kiều hối trên đã được chuyển đến các nước châu Á, tiếp theo là các quốc gia Ả Rập (28%). Ấn Độ là điểm đến hàng đầu của kiều hối, tiếp theo là Philippines.

### Tôn giáo
Phần lớn cư dân ở Doha là người Hồi giáo. Người Công giáo chiếm hơn 90% trong số 150.000 Kitô hữu ở Doha. Theo các nghị định của Emir về việc giao đất cho các nhà thờ, nhà thờ Công giáo đầu tiên, Đức Mẹ Mân Côi, đã được khánh thành tại Doha vào tháng 3 năm 2008. Cấu trúc của nhà thờ là biểu tượng kín đáo. Một số nhà thờ khác còn tồn tại ở Doha, bao gồm Nhà thờ Chính thống Hy Lạp St. George và Nhà thờ Chính thống Hy Lạp của Qatar Nhà thờ Syro-Malabar, Nhà thờ Chính thống Malankara, Nhà thờ Mar Thoma (liên kết với Anh giáo, nhưng không phải là một phần của Hội hiệp ước), Nhà thờ CSI, Nhà thờ Syro-Malankara và nhà thờ Ngũ Tuần. Phần lớn các đền thờ Hồi giáo đều là Muwahhid hay Sunni.

## Hành chính

### Quận
Vào đầu thế kỷ 20, Doha được chia thành 9 quận chính. Trong cuộc điều tra dân số năm 2010, đã có hơn 60 quận được ghi nhận tại Khu đô thị Doha. Một số quận của Doha bao gồm:
- Al Bidda (البدع)
- Al Dafna (الدفنة)
- Al Ghanim (الغانم)
- Al Markhiya (المرخية)
- Al Sadd (السد)
- Al Waab (الوعب)
- Bin Mahmoud (فريج بن محمود)
- Madinat Khalifa (مدينة خليفة)
- Musheireb (مشيرب)
- Najma (نجمه)
- Old Airport (المطار القديم)
- Qutaifiya (القطيفية)
- Ras Abu Aboud (راس أبو عبود)
- Rumeilah (الرميلة)
- Umm Ghuwailina (ام غو يلينه)
- West Bay (الخليج الغربي)

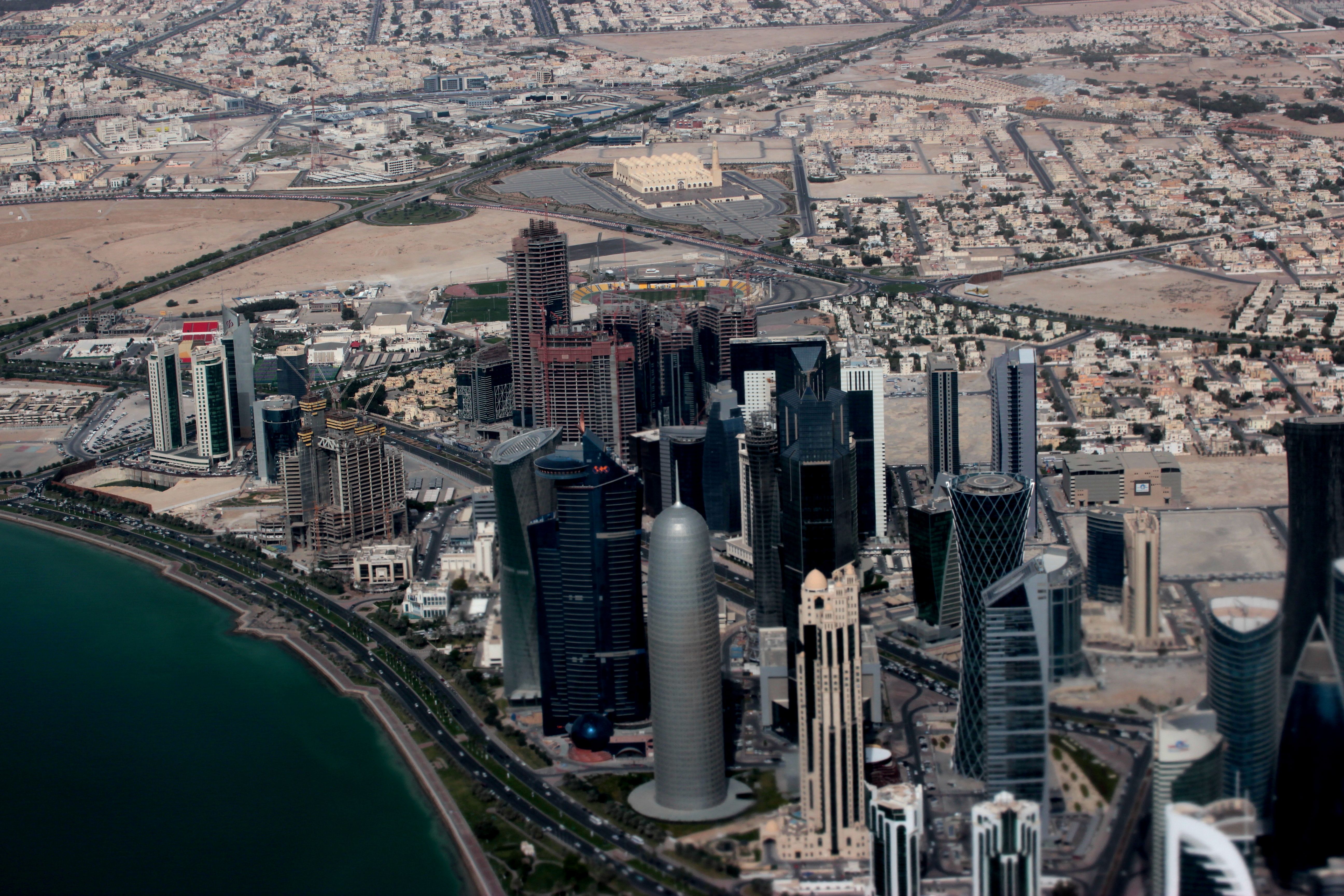
Khu vực Al Dafna của Doha với những tòa nhà cao tầng cùng các khu biệt thự và các khu dân cư khác.

Ngay sau khi Qatar giành được độc lập, nhiều quận của Doha cũ bao gồm Al Najada, Al Asmakh và Old Al Hitmi phải đối mặt với sự suy giảm dân số dần dần và kết quả là phần lớn kiến trúc lịch sử của họ đã bị phá hủy. Thay vào đó, chính phủ đã chuyển trọng tâm của họ sang khu vực Vịnh Doha, nơi tập trung các quận như Al Dafna và West Bay.

## Kinh tế

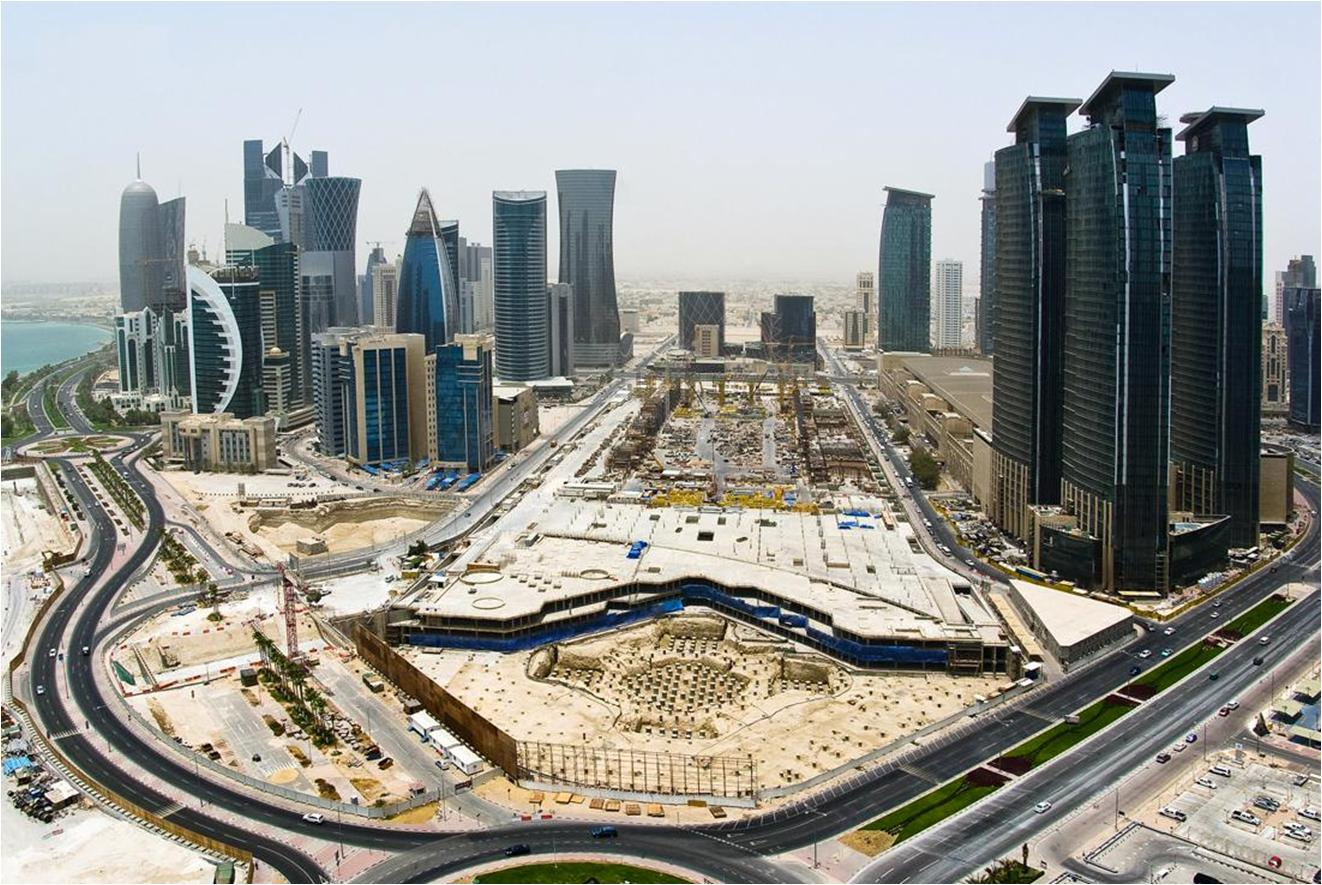
Khu vực mới phát triển gần đây ở Doha

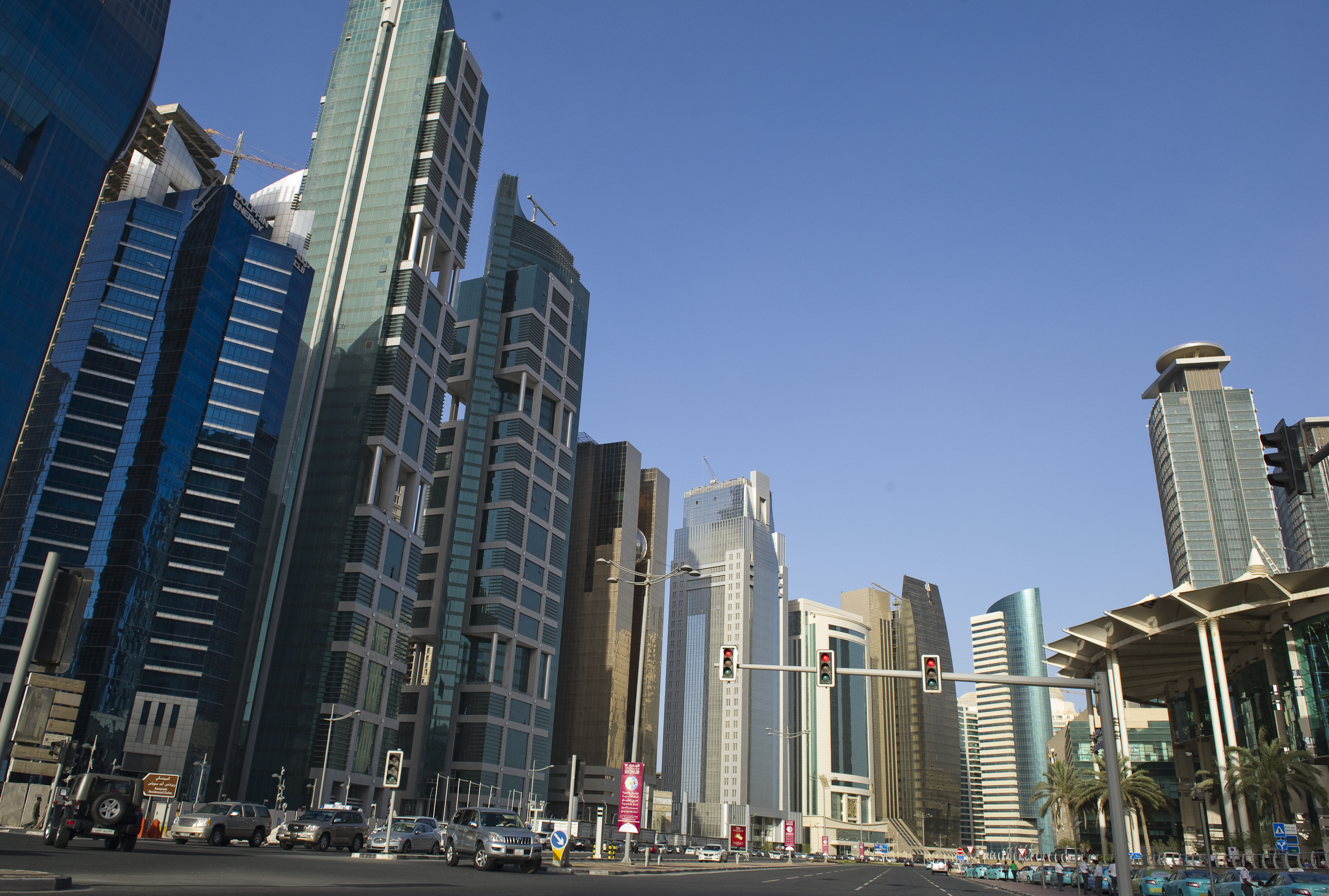
Khu tài chính ở Doha

Phần lớn dầu mỏ và khí thiên nhiên hiện hữu ở Doha, là trung tâm kinh tế của Qatar. Doha là nơi có các trụ sở của các công ty dầu khí lớn của quốc gia này, bao gồm Qatar Petroleum, Qatar Gas và RasGas. Giống như thành phố Dubai gần đó ở Các Tiểu Vương quốc Ả Rập Thống nhất, nền kinh tế của Doha được xây trên thu nhập từ ngành công nghiệp dầu khí và chính phủ Qatar đang nhanh chóng cố gắng đa dạng hóa nền kinh tế Qatar giảm sự phụ thuộc vào dầu mỏ và khí thiên nhiên. Kết quả là Doha gần đây đang trải qua một giai đoạn bùng nổ lớn, thành phố phát triển rất nhanh, phần lớn là nhờ chương trình hiện đại hóa của Sheikh Hamad bin Khalifa.
Bắt đầu từ cuối thế kỷ 20, chính phủ đã đưa ra nhiều sáng kiến nhằm đa dạng hóa nền kinh tế của đất nước nhằm giảm sự phụ thuộc vào tài nguyên dầu khí. Sân bay quốc tế Doha được xây dựng trong nỗ lực củng cố sự đa dạng hóa của thành phố vào ngành du lịch. Điều này đã được thay thế bởi Sân bay Quốc tế Hamad vào năm 2014. Sân bay mới có kích thước gần gấp đôi so với trước đây và có hai đường băng dài nhất thế giới.

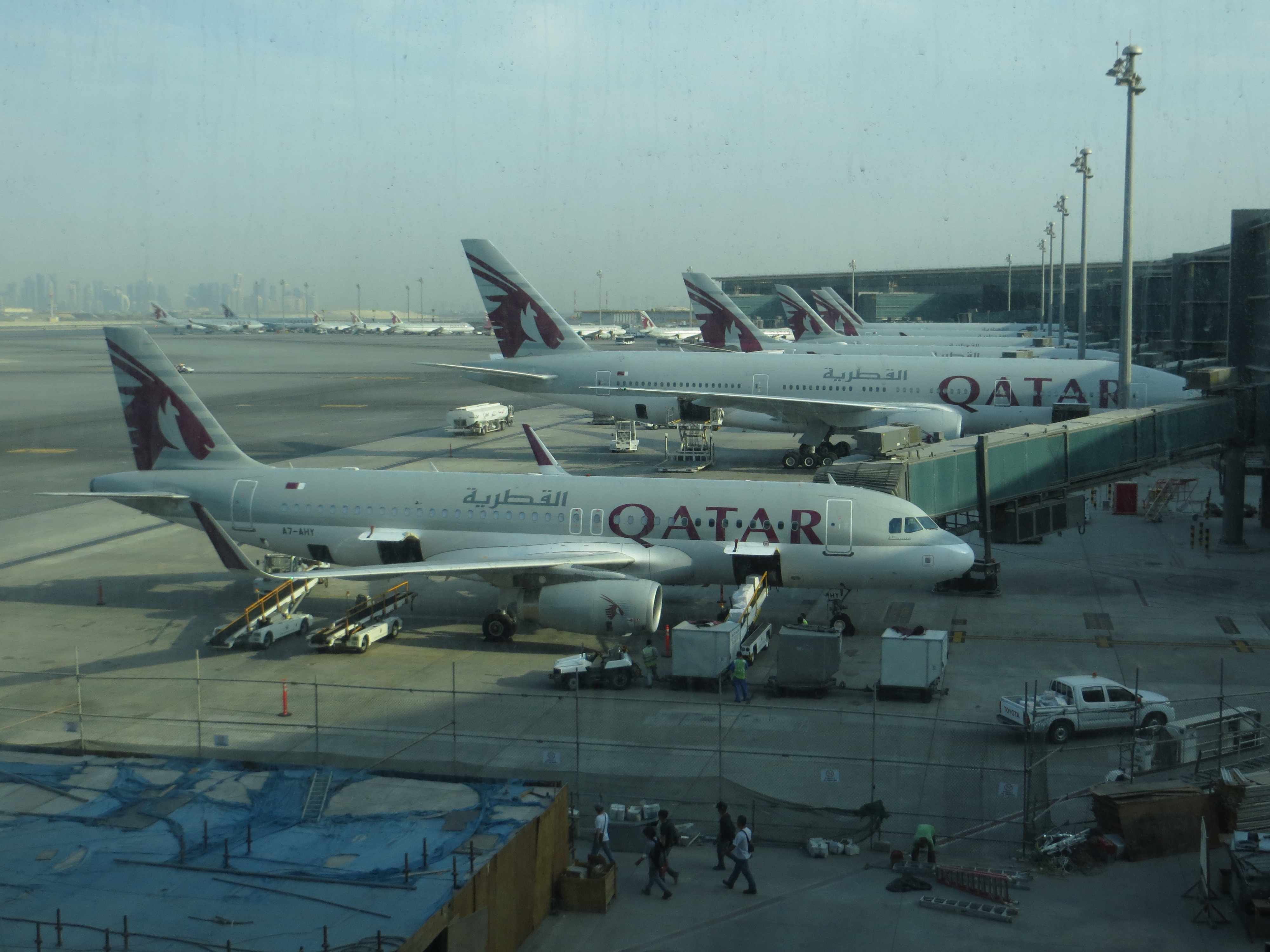
Hãng hàng không Qatar Airways tại bãi đậu của sân bay quốc tế Hamad.

Do sự bùng nổ dân số nhanh chóng của Doha và nhu cầu nhà ở gia tăng, giá bất động sản đã tăng đáng kể. Giá bất động sản đã trải qua một sự tăng vọt hơn nữa sau khi Qatar giành được quyền đăng cai FIFA World Cup 2022. Al Asmakh, một công ty bất động sản của Qatar, đã công bố một báo cáo vào năm 2014 cho thấy giá bất động sản tăng đáng kể sau khi đạt đỉnh vào năm 2008. Giá tăng 5 đến 10% trong quý đầu tiên của năm 2014 từ cuối năm 2013. Một nghiên cứu năm 2015 được thực hiện bởi Numbeo, đã gọi Doha là thành phố đắt đỏ thứ 10 toàn cầu. Tốc độ tăng trưởng này đã dẫn đến sự phát triển của các cộng đồng được quy hoạch trong và xung quanh thành phố.
39 khách sạn mới đang được xây dựng vào năm 2011. Doha đã được đưa vào 15 thành phố mới tốt nhất để kinh doanh vào năm 2011.

## Cơ sở hạ tầng

### Kiến trúc

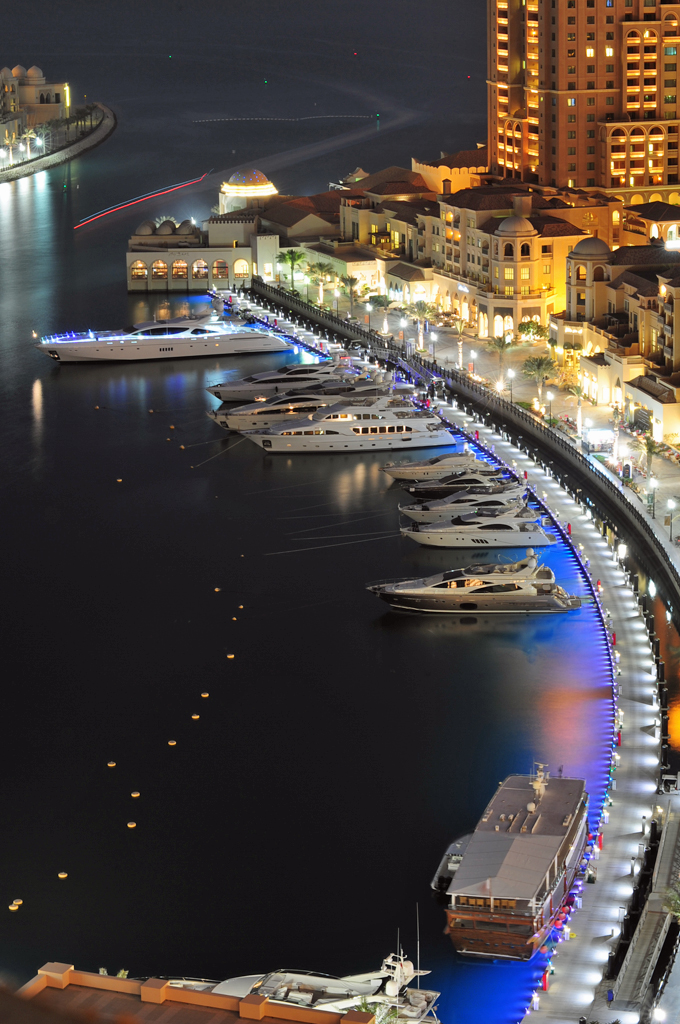
Đảo nhân tạo The Pearl-Qatar về đêm

Hầu hết các kiến trúc truyền thống ở các quận Doha cũ đã bị phá hủy để tạo không gian cho các tòa nhà mới. Do đó, một số kế hoạch đã được thực hiện để bảo tồn di sản văn hóa và kiến trúc của thành phố, như sáng kiến 'Al Turath al Hai' ('di sản sống') của Cơ quan Bảo tàng Qatar. Làng văn hóa Katara là một ngôi làng nhỏ ở Doha do Sheikh Tamim Al Thani ra mắt để bảo tồn bản sắc văn hóa của đất nước.

Năm 2011, hơn 50 tòa tháp đang được xây dựng tại Doha, trong đó lớn nhất là Tháp Trung tâm Hội nghị Doha. Công trình đã bị đình chỉ vào năm 2012 sau những lo ngại rằng tòa tháp sẽ cản trở đường bay. 

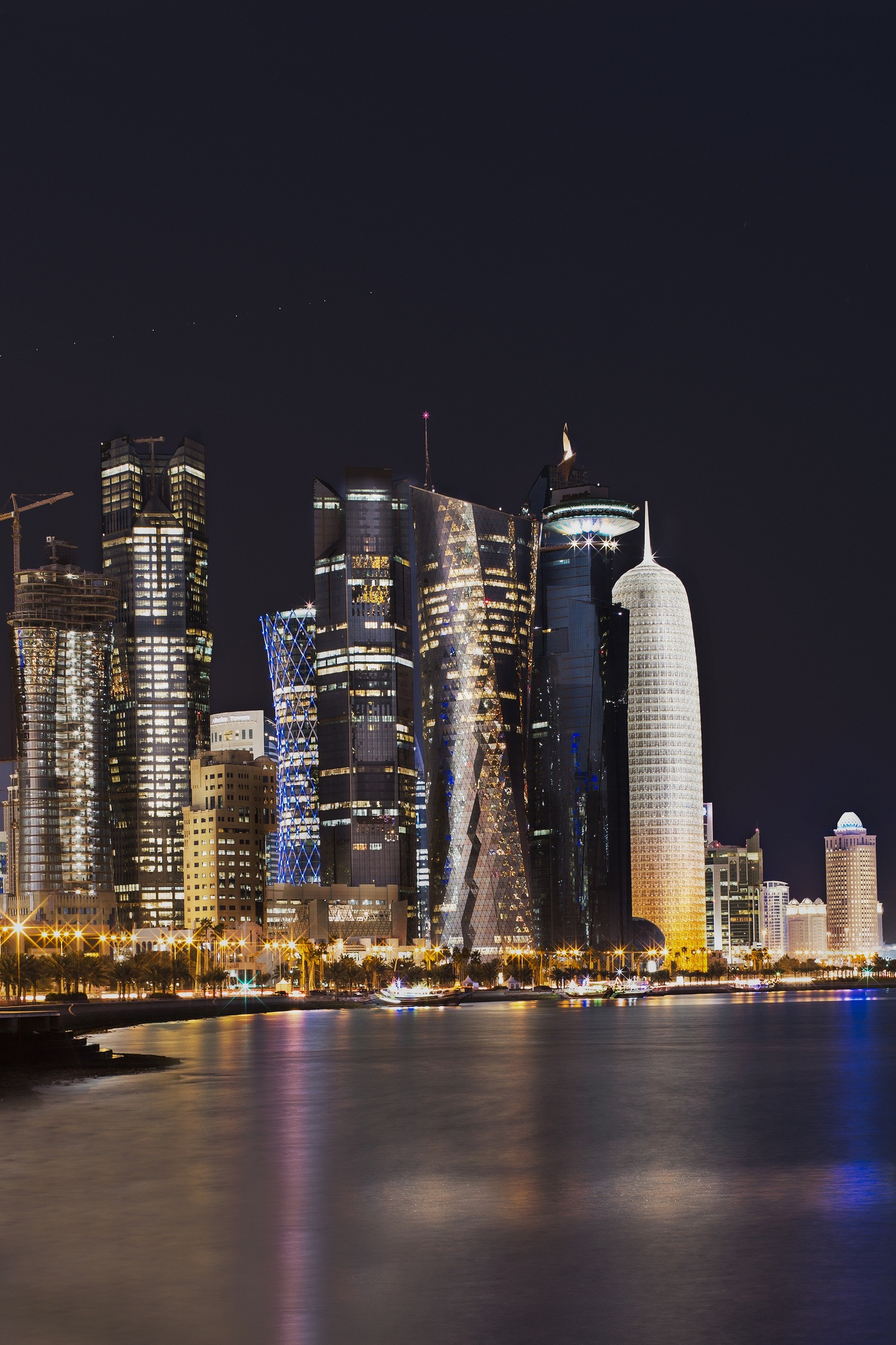
Doha về đêm nhìn từ Doha Corniche

Năm 2014, Abdullah Al Attiyah, một quan chức chính phủ cao cấp, tuyên bố rằng Qatar sẽ chi 65 tỷ đô la cho các dự án cơ sở hạ tầng mới trong những năm tới để chuẩn bị cho World Cup 2022 cũng như tiến tới các mục tiêu đặt ra trong Tầm nhìn quốc gia Qatar 2030.

### Không khí
Do nhiệt độ quá cao từ mặt trời trong mùa hè, một số công ty xây dựng có trụ sở tại Doha đã thực hiện nhiều hình thức công nghệ làm mát khác nhau để giảm bớt các điều kiện khí hậu cực kỳ nóng bức. Điều này có thể bao gồm tạo ra các hiện tượng quang học như bóng tối, cũng như các kỹ thuật đắt tiền hơn như thông gió, chất làm mát, chất làm lạnh và máy hút ẩm. Các cuộc thảo luận về kiểm soát nhiệt độ cũng là đặc điểm của các sự kiện theo lịch trình khác nhau liên quan đến các sự kiện thu hút nhiều người. Có những sáng kiến khác để cố gắng chống nóng bằng cách thay đổi giờ làm việc, phương pháp thay đổi thời tiết như tạo mưa nhân tạo, sử dụng vật liệu xây dựng trắng hơn và sáng hơn để tăng suất phản chiếu. Tuy nhiên, bất chấp các biện pháp này, Doha và các khu vực khác của Qatar có thể trở nên không thể ở được cho con người do biến đổi khí hậu vào những năm 2070.

### Kế hoạch khu cộng đồng
Một trong những dự án lớn nhất đang được triển khai tại Qatar là Thành phố Lusail, một cộng đồng được lên kế hoạch ở phía bắc Doha, dự kiến sẽ hoàn thành vào năm 2020 với chi phí khoảng 45 tỷ đô la. Nó được thiết kế để chứa 450.000 người.Thành phố Al Waab, một cộng đồng được lên kế hoạch khác đang được phát triển, ước tính trị giá 15 tỷ riyal. Ngoài nhà ở cho 8.000 cá nhân, nó cũng sẽ có trung tâm mua sắm, giáo dục và cơ sở y tế.

## Giáo dục

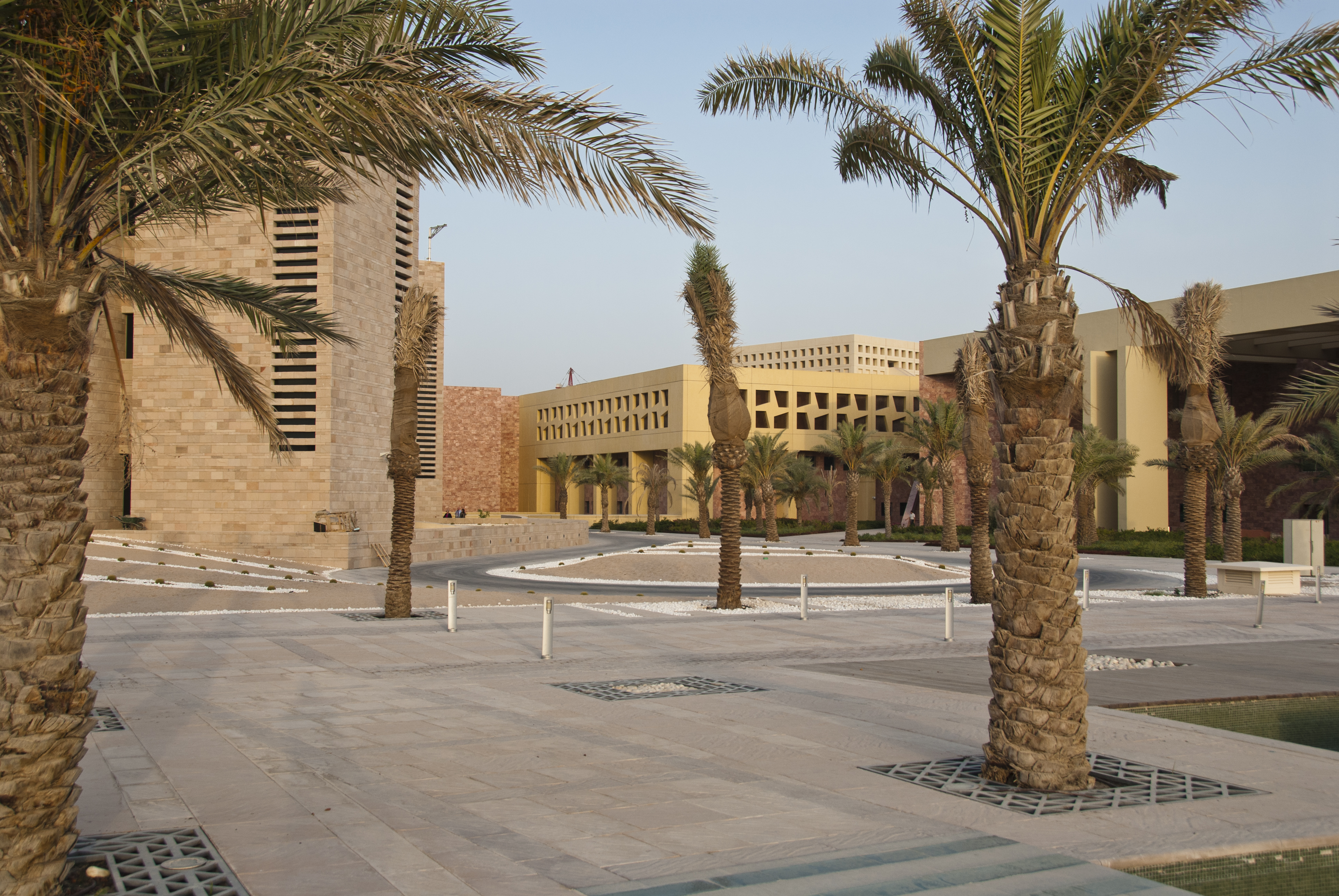
Đô thị Giáo dục

Doha là nơi có Đại học Qatar, được thành lập năm 1973, cũng như nhiều trường đại học khác nằm ở Thành phố đại học của Doha. Thành phố đại học là nơi có nhiều trường đại học danh tiếng như Đại học Georgetown, Weill Medical College của Đại học Cornell, Đại học Virginia Commonwealth, Đại học Texas A&M và Đại học Carnegie Mellon. Doha cũng là nơi có nhiều trường phổ thông quốc tế được thành lập cho các cộng đồng ngoại kiều với hàng chục trường khác nhau đang hoạt động trong thành phố. Giáo dục là một trọng tâm lớn của chính phủ Qatar và điều này dẫn đến sự phát triển của các tổ chức như Qatar Foundation quản lý Thành phố đại học.

## Kiến trúc
Như phần lớn các thành phố giàu có ở Trung Đông khác, Doha đang trải qua một thời kỳ bùng nổ xây dựng. Thành phố đã mời các công ty kiến trúc quốc tế thiết kế các tòa nhà mới. Các dự án mới ở Doha nổi bật bao gồm:
- Doha Villa y Kathyrn Findlay Lưu trữ ngày 27 tháng 9 năm 2007 tại Wayback Machine
- Qatar Sports Tower Lưu trữ ngày 27 tháng 9 năm 2007 tại Wayback Machine

## Thể thao

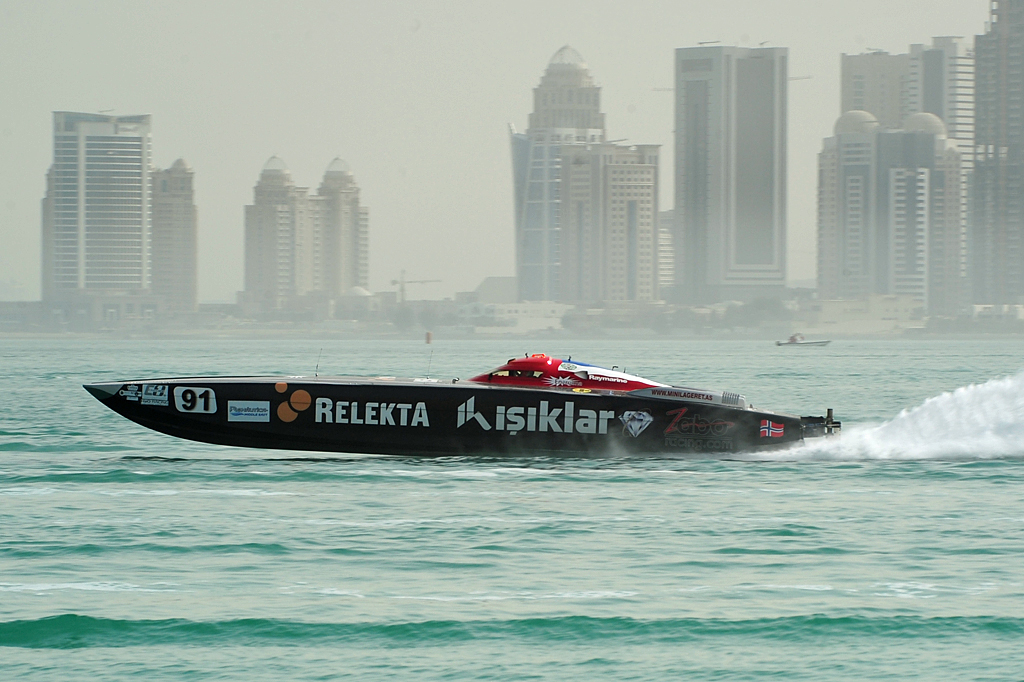
Đua thuyền ở vịnh Doha

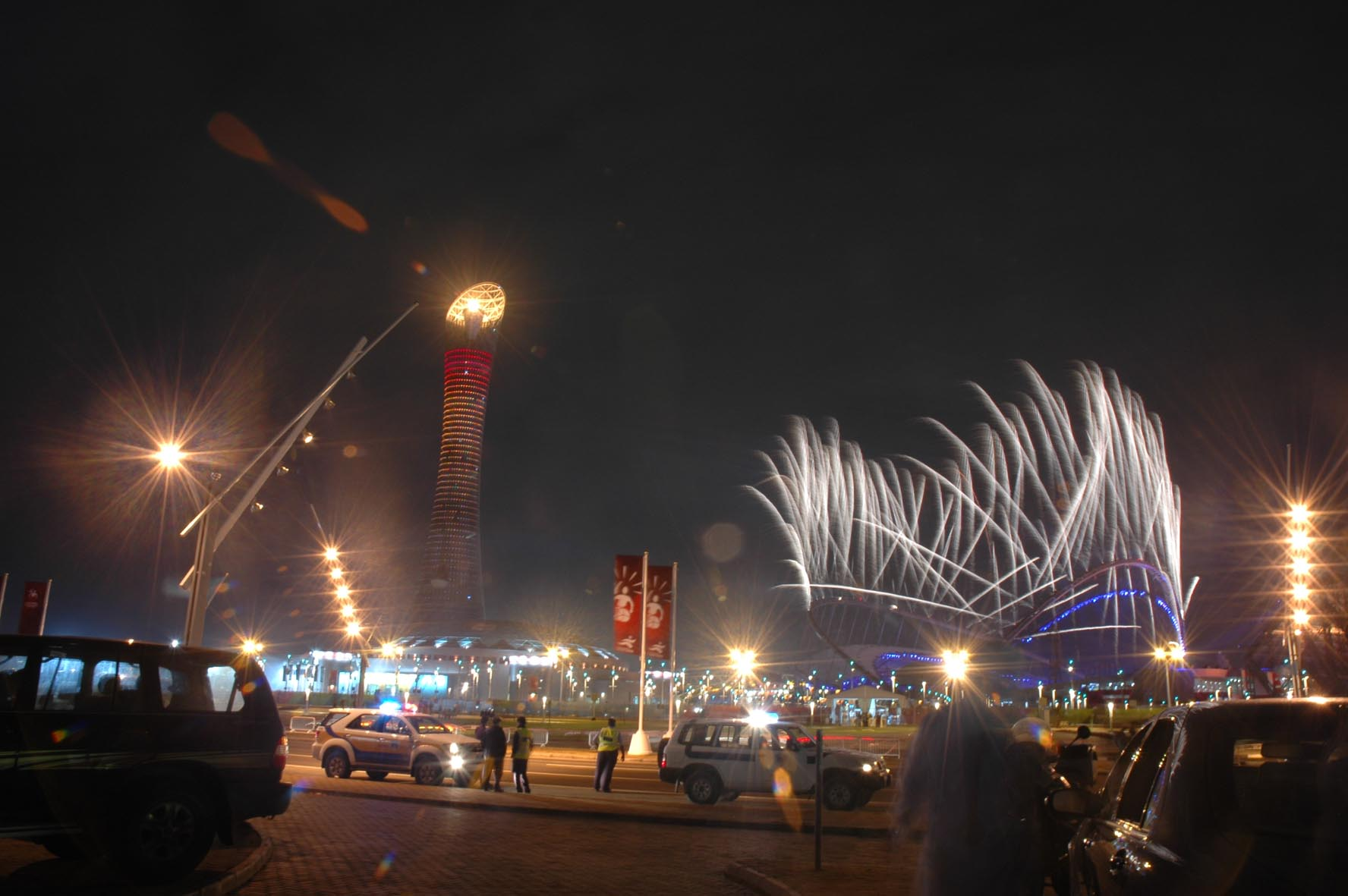
Lễ khai mạc Đại hội Thể thao châu Á 2006

Doha có một số sân vận động thểt thao trong đó có nhiều sân được cải tạo để chuẩn bị cho 15th Asian Games, được tổ chức tháng 12 năm 2006. Doha cũng tổ chức 3rd West Asian Games tháng 12 năm 2005. Các địa điểm tổ chức thể thao ở Doha và ngoại ô của thành phố bao gồm:
- Sân vận động Al Ahli
- Sân vận động Thani bin Jassim
- Câu lạc bộ thể thao Al Itihad
- Sân vận động Jassim bin Hamad
- Sân vận động Grand Hamad
- Trung tâm nước Hamad
- Sân vận động Quốc tế Khalifa - Nơi tổ chức chính tổ chức Thế vận hội châu Á 2006.
- Sân tennis Khalifa
- Câu lạc bộ thể thao Markhiya
- Sân vận động Suheim bin Hamad

ASPIRE Academy, khánh thành năm 2004, là một học viện thể thao có mục tiêu đào tạo các vận động viên đẳng cấp thế giới. Học viện này nằm ở khu phức hợp Đô thị Thể thao, được thành lập bởi Hoàng gia Qatar. Đây là học viện đã sản sinh ra "thế hệ vàng" của bóng đá Qatar, những người đã mang về chức vô địch Cúp bóng đá châu Á 2019.
Giải MotoGP grand prix Doha được tổ chức hàng năm tại Vòng đua quốc tế Losail, nằm ở phía bắc thành phố.
Doha từng cố gắng chạy đua đăng cai Olympic 2016 nhưng cuối cùng quyền đăng cai đại hội lại thuộc về Rio de Janeiro. Tuy nhiên, Qatar đã chiến thắng trong cuộc đua đăng cai FIFA World Cup 2022, mà Doha hứa hẹn sẽ là nơi tổ chức chính của giải đấu.

## Giao thông

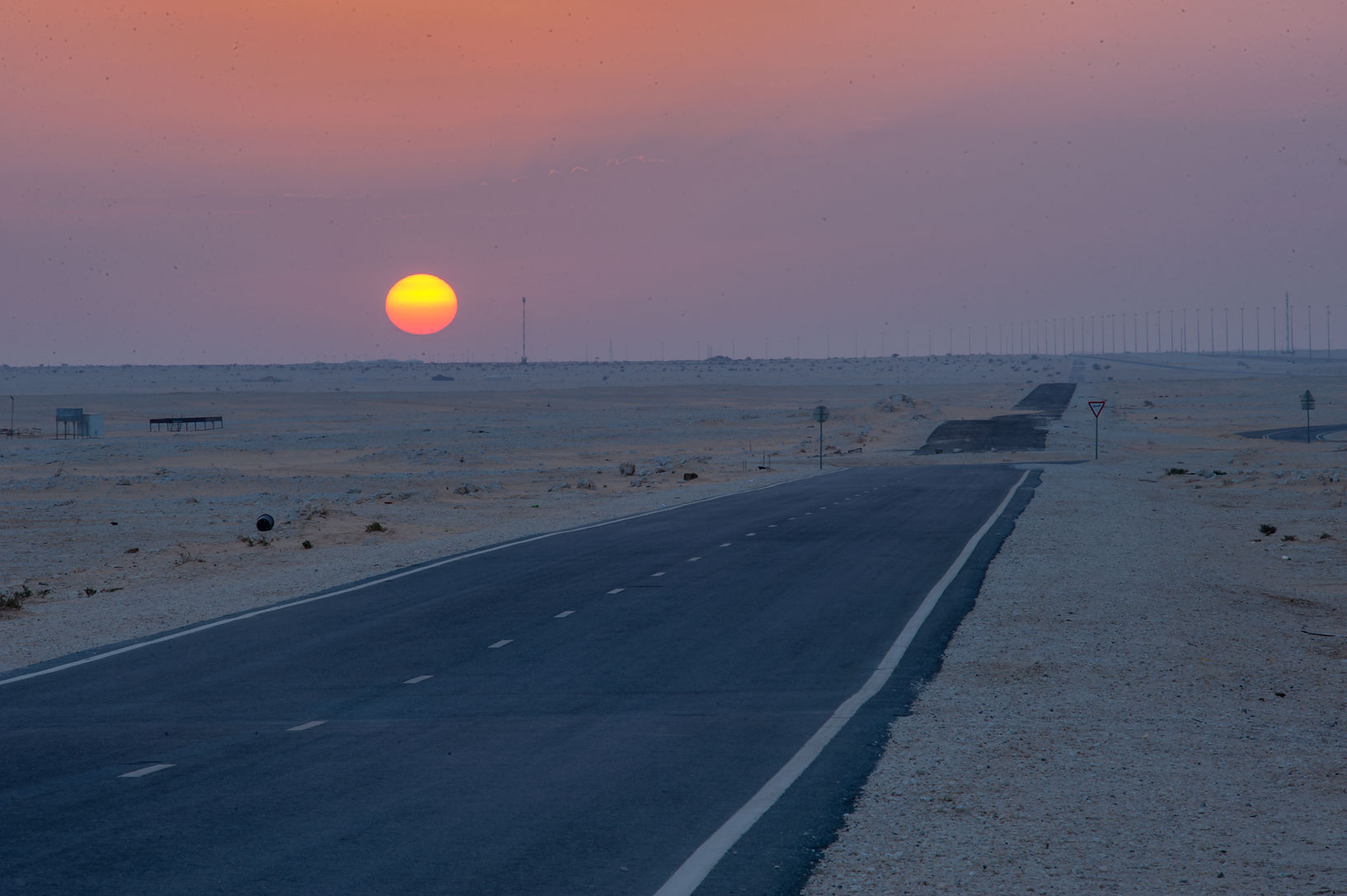
Đường cao tốc Dukhan lúc hoàng hôn

Từ năm 2004, Doha đã mở rộng quy mô lớn đối với mạng lưới giao thông, bao gồm cả việc bổ sung các đường cao tốc mới, mở một sân bay mới vào năm 2014 và hiện đang xây dựng một hệ thống tàu điện ngầm dài 85 km. Tất cả điều này là kết quả của sự tăng trưởng khổng lồ của Doha trong một khoảng thời gian ngắn, dẫn đến tình trạng tắc nghẽn giao thông trên các con đường. Giai đoạn đầu tiên của hệ thống tàu điện ngầm đã hoạt động vào năm 2019.

### Đường bộ

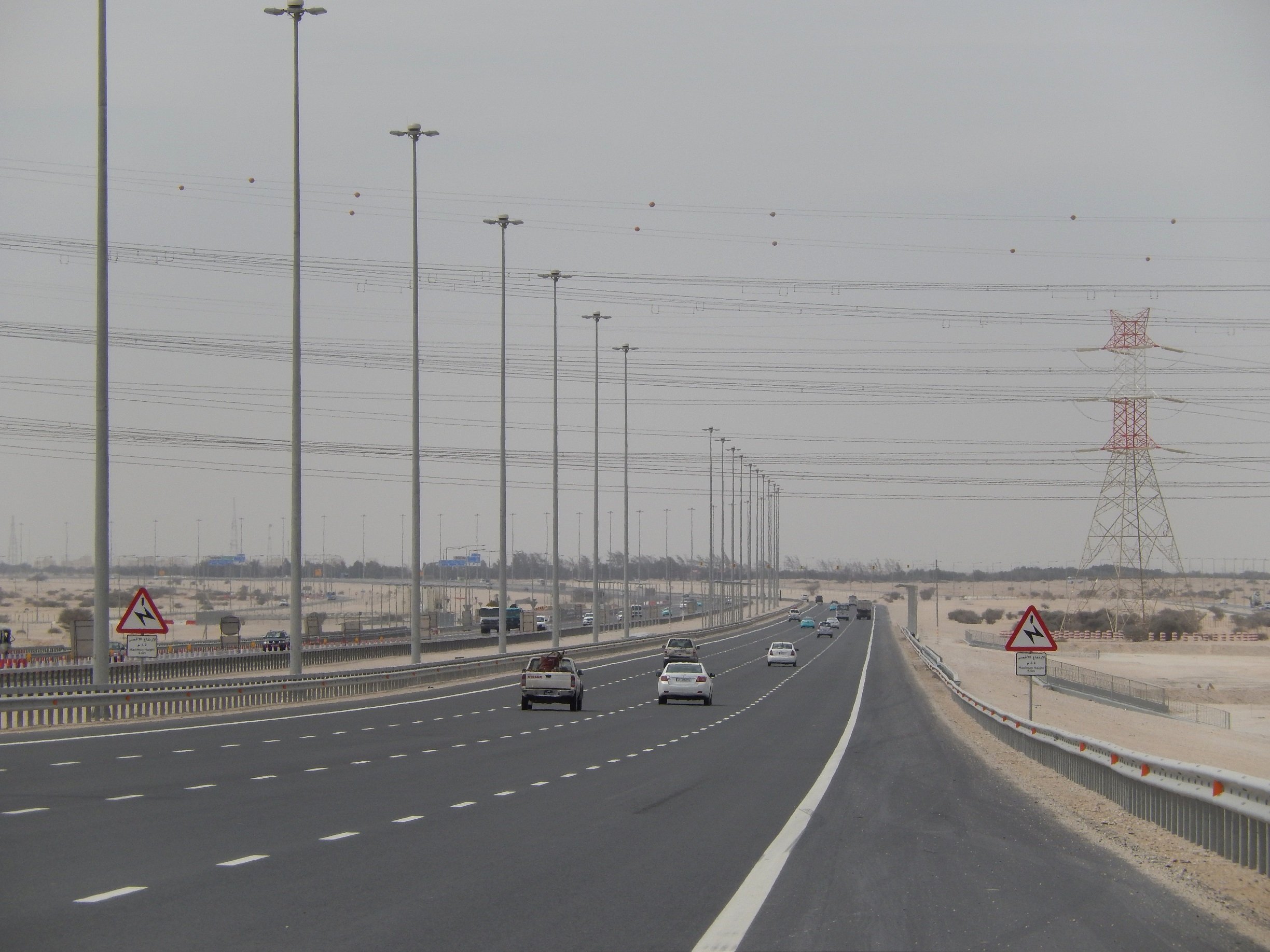
Đường cao tốc Dukhan ở ngoại ô Doha kết nối thành phố Dukhan - thành phố phía tây đất nước với thủ đô Doha.

Vào năm 2015, Cơ quan Công trình Công cộng đã tuyên bố kế hoạch xây dựng một con đường nối trực tiếp Al Wakrah và Mesaieed đến Doha để giảm tắc nghẽn giao thông trong thành phố. Nó được thiết lập để hoàn thành vào năm 2018.
Các tuyến đi lại giữa Doha và đô thị Al Khor hiện được kết nối bởi đường Al Shamal và đường ven biển Al Khor chạy qua Al Daayen và Umm Salal.
Doha được liên kết với các khu định cư phía tây của đất nước, cụ thể là Dukhan, thông qua đường cao tốc Dukhan. Cơ quan công trình công cộng đã thực hiện Dự án trung tâm đường cao tốc Dukhan năm 2017 để tăng cường mạng lưới đường bộ.

### Đường sắt
Tàu điện ngầm Doha sẽ bao gồm bốn tuyến: Red Line, Gold Line, Blue Line và Green Line. Blue Line dự kiến sẽ được hoàn thành trong giai đoạn thứ hai vào năm 2025. Ga Msheireb sẽ là điểm giao nhau cho tất cả các tuyến tàu điện ngầm của thành phố.
Red Line (còn được gọi là Tuyến bờ biển) sẽ qua Doha, chạy từ Al Wakrah đến Al Khor. Nó được chia thành hai bộ phận: Red Line Bắc và Red Line Nam. Nó sẽ chạy từ ga Mushayrib đến thành phố Al Khor, dài 55,7 km. Green Line sẽ kết nối Doha với Đô thị Giáo dục và Al Riffa nên còn được gọi là Tuyến Giáo dục. Bắt đầu từ nhà ga nằm ở khu vực xung quanh sân bay Doha cũ, Gold Line (còn được gọi là Tuyến Lịch sử) sẽ kết thúc ở Al Rayyan và dài khoảng 30,6 km. Cuối cùng, Blue Line, hay Tuyến Thành phố, sẽ chỉ nằm trong thành phố Doha và được lên kế hoạch thành tuyến vành đai với chiều dài 17,5 km.

### Hàng không

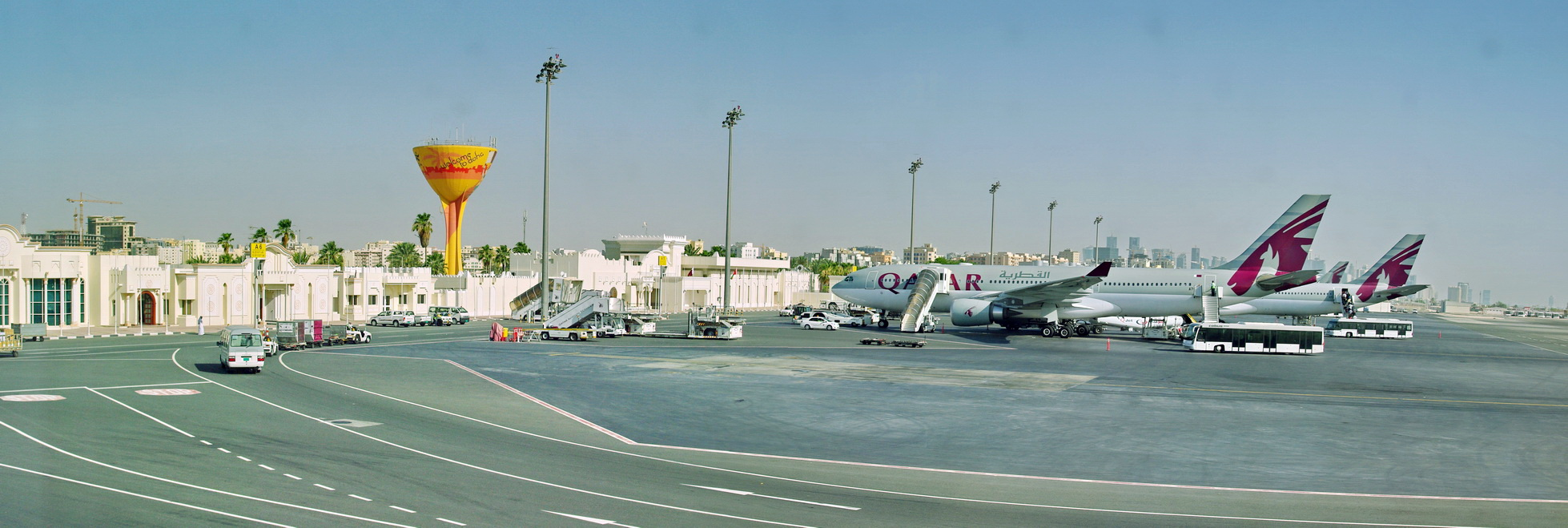
Sân bay quốc tế Doha cũ.

Sân bay quốc tế Doha từng là sân bay quốc tế duy nhất của Qatar. Đây là trung tâm hoạt động của hãng Qatar Airways, và có nhiều hãng hàng không quốc tế khác đang hoạt động. Do sự tăng trưởng nhanh của thành phố và của hãng Qatar Airways, nhiều người nói sân bay này là quá chật hẹp và không thể phục vụ tốt các hãng hàng không qua đây. Do đó, một sân bay mới, Sân bay quốc tế Hamad, đã được xây dựng để giải quyết tình trạng này. Sân bay này đã khánh thành năm 2014 và trở thành cửa ngõ quốc tế chính của Qatar cho đến nay.

## Thành phố kết nghĩa
- Tirana, Albania (từ 2012)[121]
- Sarajevo, Bosnia và Herzegovina (từ 2018)[122]
- Brasília, Brazil (từ 2014)[123]
- Sofia, Bulgaria (từ 2012)[124]
- Bắc Kinh, Trung Quốc (từ 2008)[125]
- Quito, Ecuador (từ 2018)[126]
- San Salvador, El Salvador (từ 2018)[127]
- Banjul, Gambia (từ 2011)[128]
- Tbilisi, Gruzia (từ 2012)[129]
- Nursultan, Kazakhstan (từ 2011)[130]
- Bishkek, Kyrgyzstan (từ 2018)[131]
- Port Louis, Mauritius (từ 2007)[132]
- Mogadishu, Somalia (từ 2014)[133]
- Tunis, Tunisia (từ 1994)[134]
- Ankara, Thổ Nhĩ Kỳ (từ 2016)[135]
- Los Angeles, California, Hoa Kỳ (từ 2016)[136]
- Miami, Florida, Hoa Kỳ (từ 2016)[137]
- Libertador, Venezuela (từ 2015)[138]
- Beit Sahour, Bờ Tây (từ 2009)[139]

## Hình ảnh
Click vào hình nhỏ để phóng to.

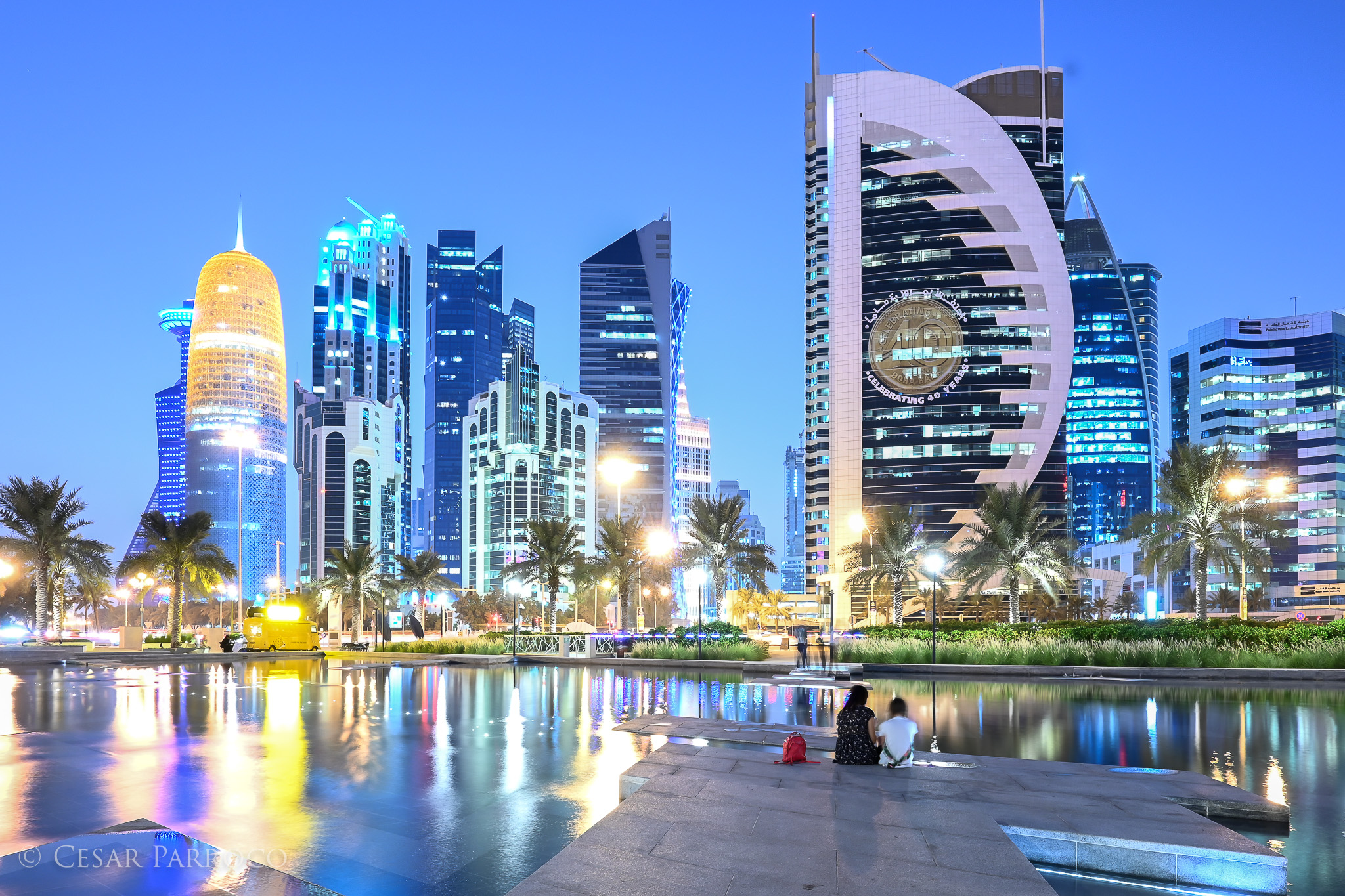
Toàn cảnh Doha West Bay nhìn từ công viên Sheraton.
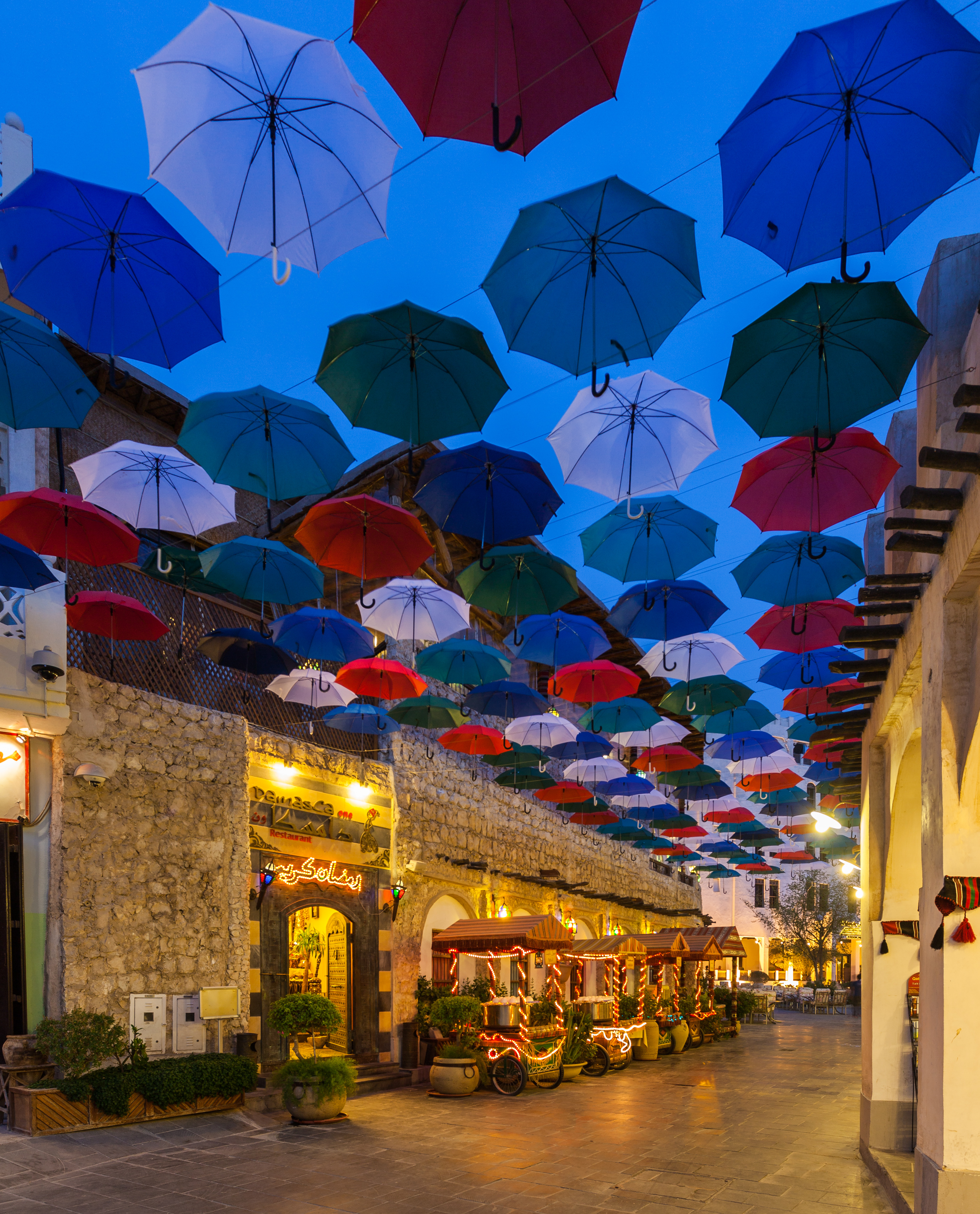
Lễ hội mùa xuân tại Souq Waqif, Doha
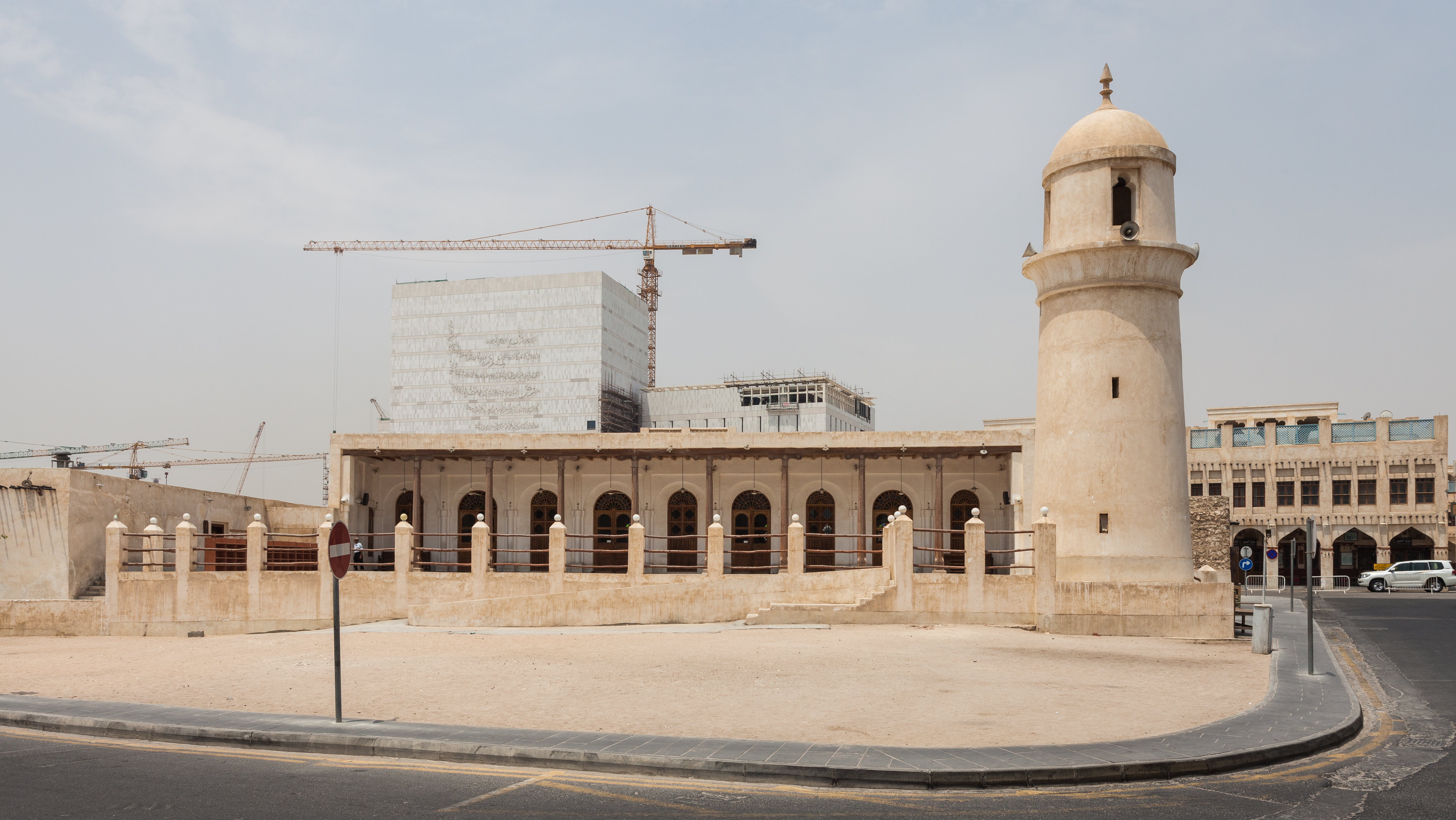
Một nhà thờ Hồi giáo cũ nổi bật trước tòa nhà Lưu trữ Quốc gia đang được xây dựng trong khu phố Diwan Amiri của khu trung tâm Musheireb Doha.
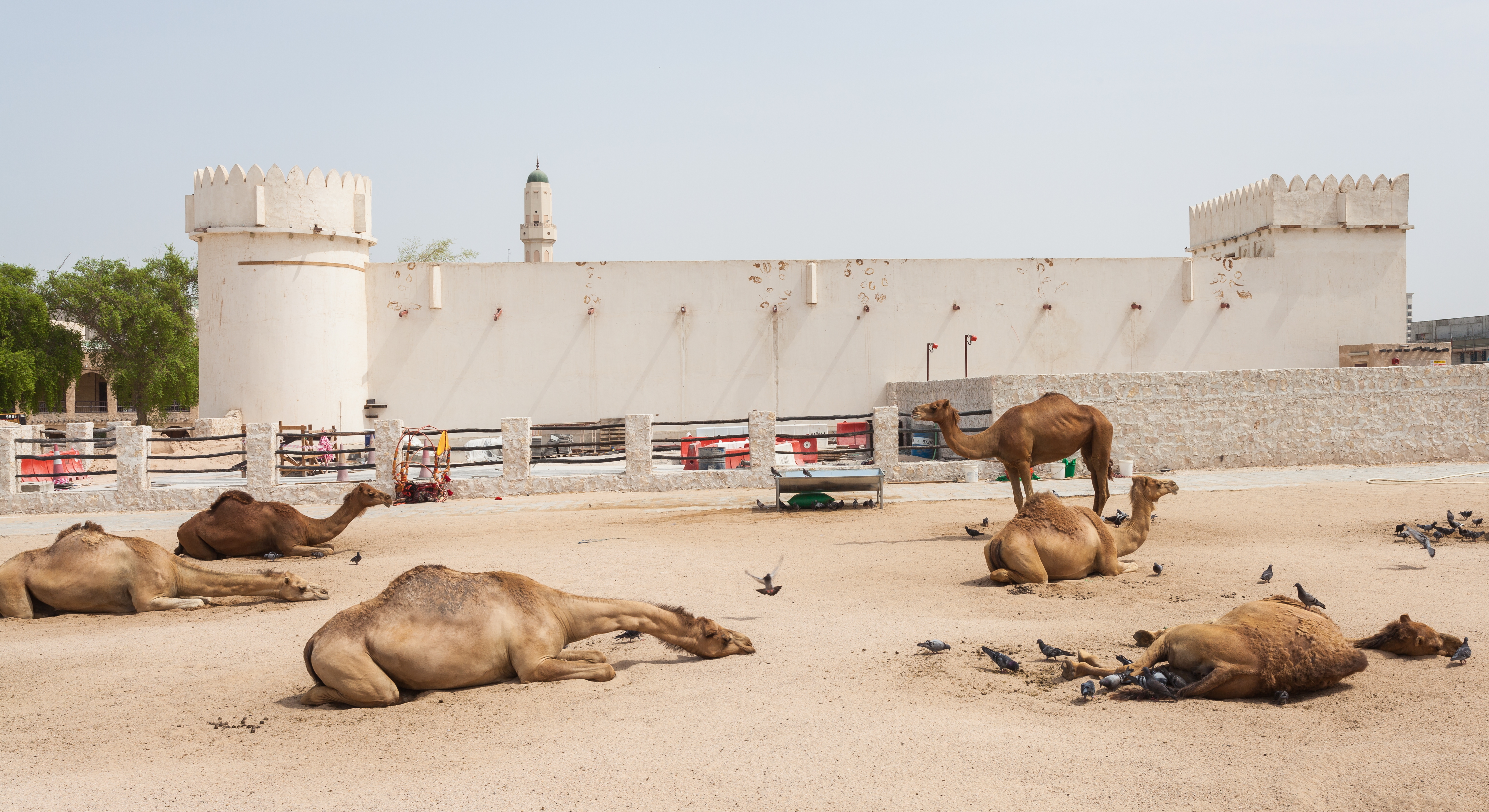
Lạc đà bên cạnh pháo đài Al Koot, một trong những địa điểm lịch sử của Qatar.
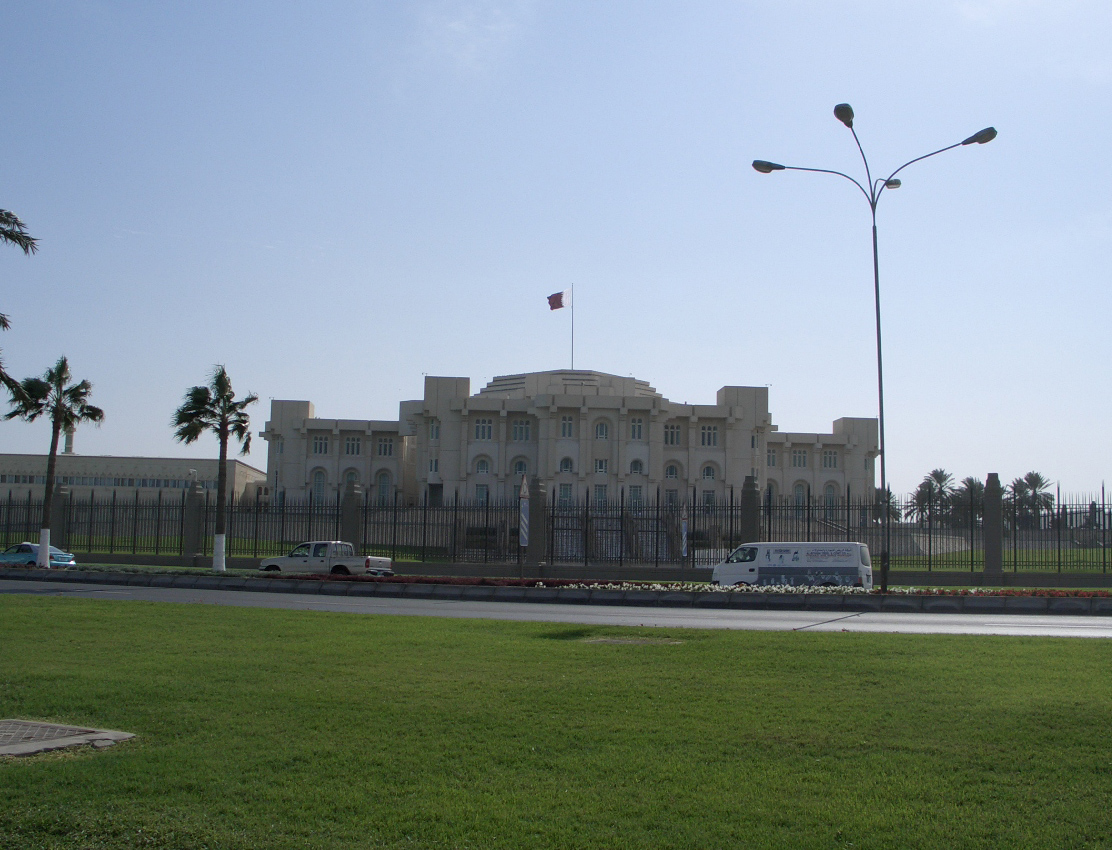
Amir (người cai trị) Qatar nằm trong Amiri Diwan ở quận Al Bidda lịch sử.
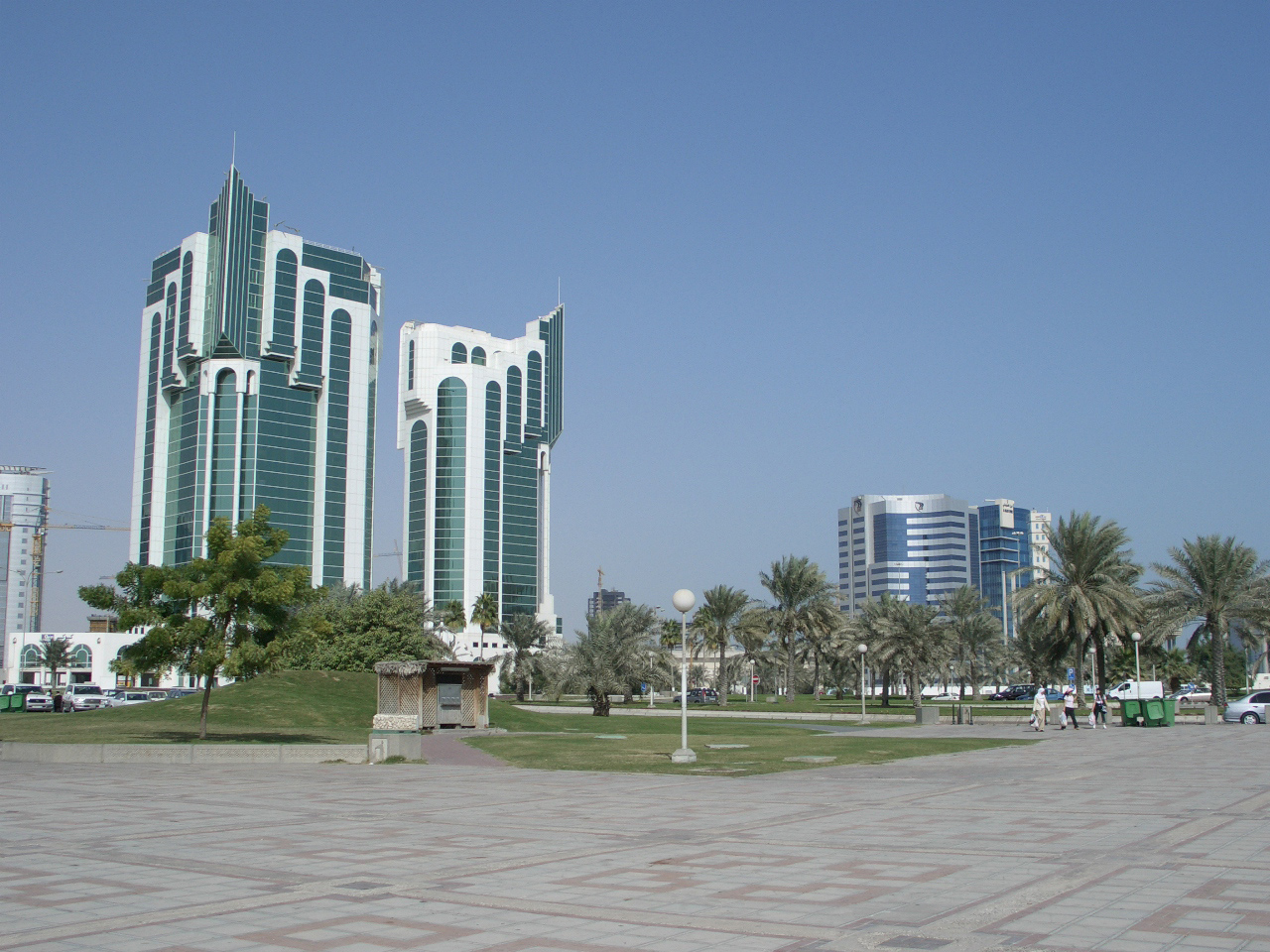
Tòa tháp đôi này là một trong những tòa tháp đầu tiên ở Doha và là một ví dụ tuyệt vời về kiến trúc hậu hiện đại.
Trung tâm làm giàu Msheireb ở Doha Corniche là một trung tâm học tập tập trung vào lịch sử và sự phát triển của Doha, đặc biệt là quận Musheirib.
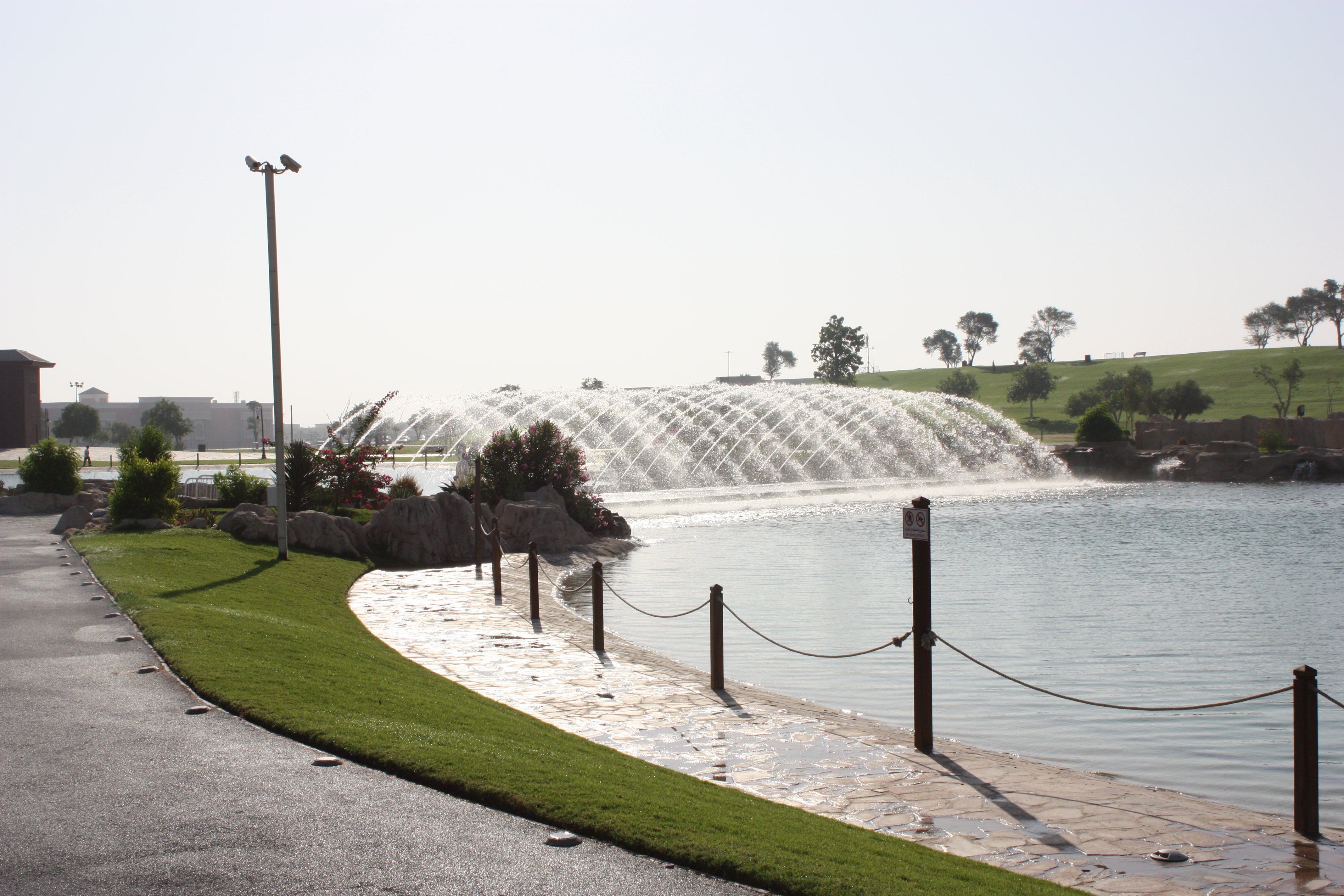
Công viên Aspire, Al Waab là một trong những không gian xanh của thành phố.
Đường chân trời Doha nhìn từ Bảo tàng Nghệ thuật Hồi giáo.Đường chân trời Doha nhìn từ Bảo tàng Nghệ thuật Hồi giáo.
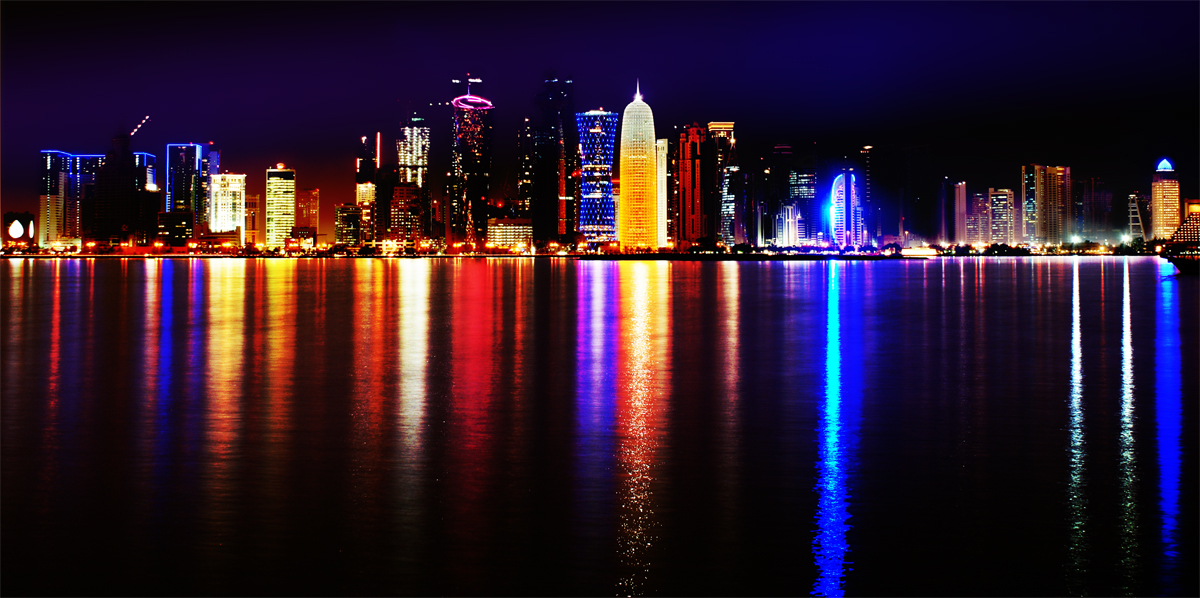
Doha về đêm.
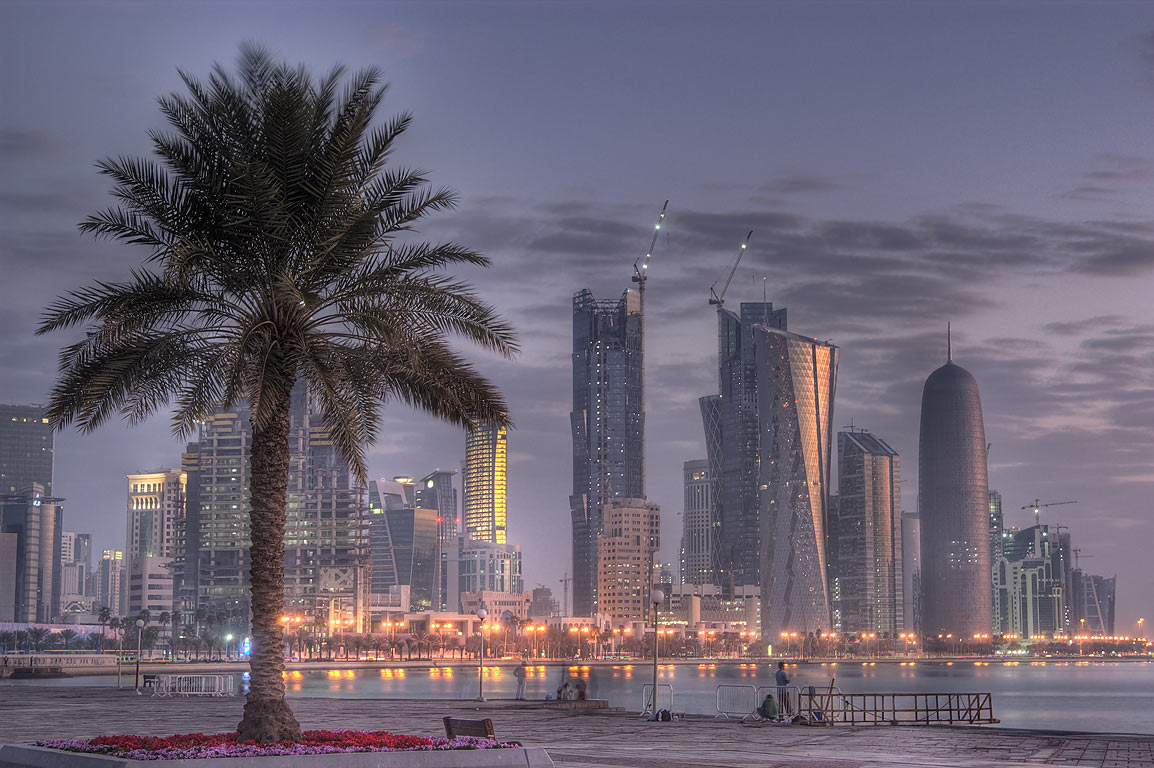
Doha Corniche là khu vực dài 7 km nối liền quận mới của West Bay với quận cũ Al Bidda và Al Souq ở đầu bên kia.
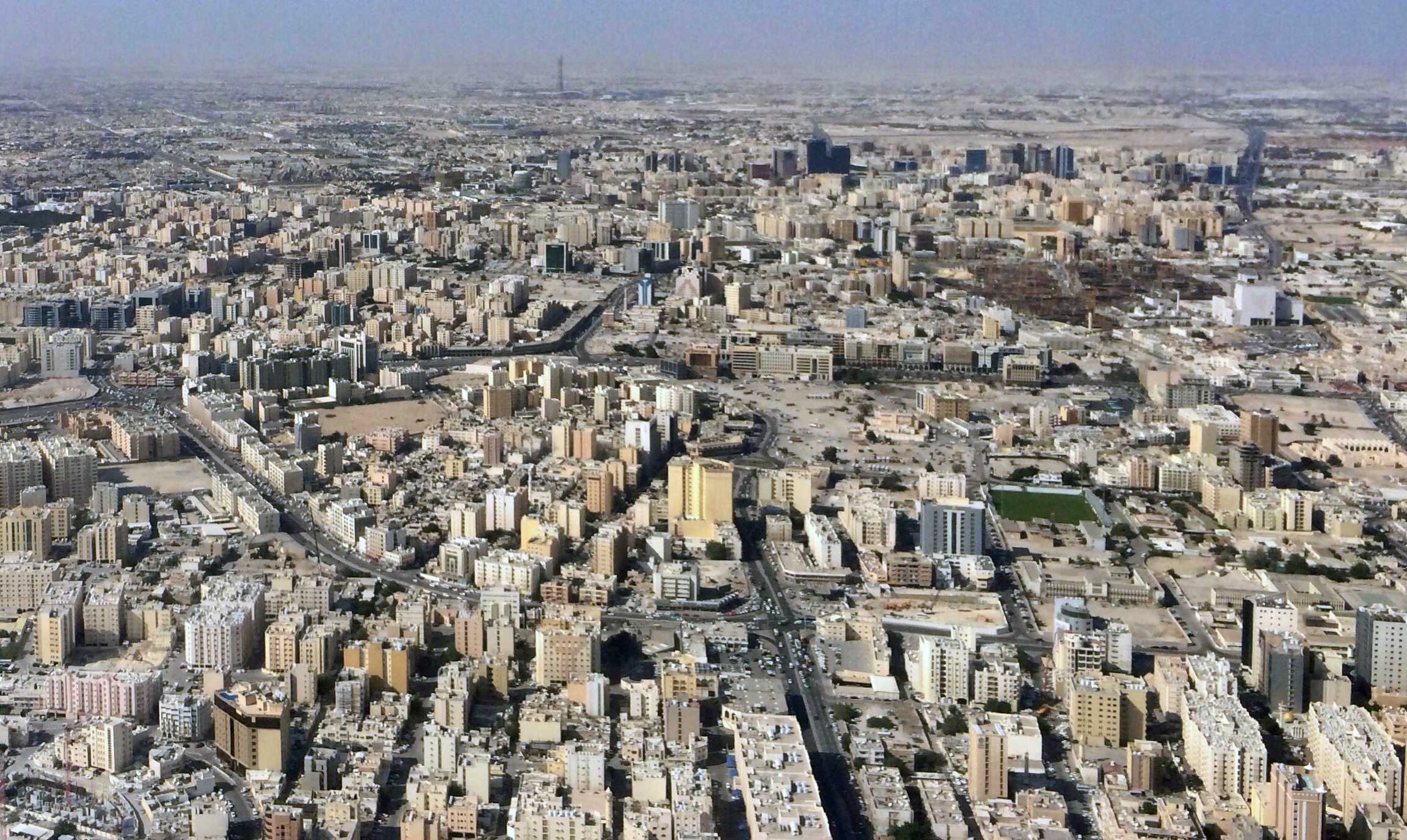
Toàn cảnh một phần thành phố
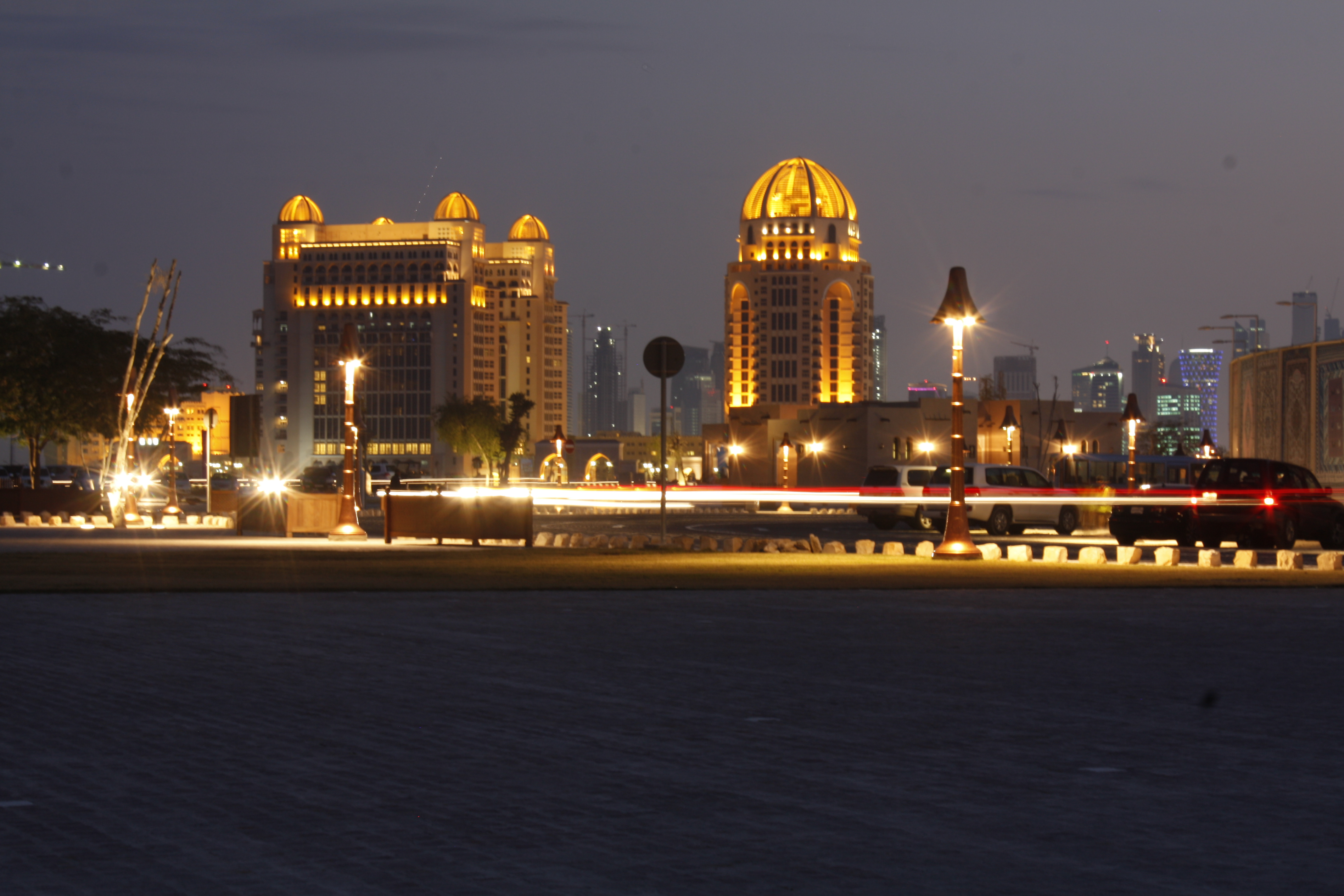
Làng văn hóa Katara được thiết kế để trở thành trung tâm tương tác của con người với nghệ thuật như nhà hát, văn học, âm nhạc, nghệ thuật thị giác, hội nghị và triển lãm trong một kế hoạch phát triển bên bờ sông.
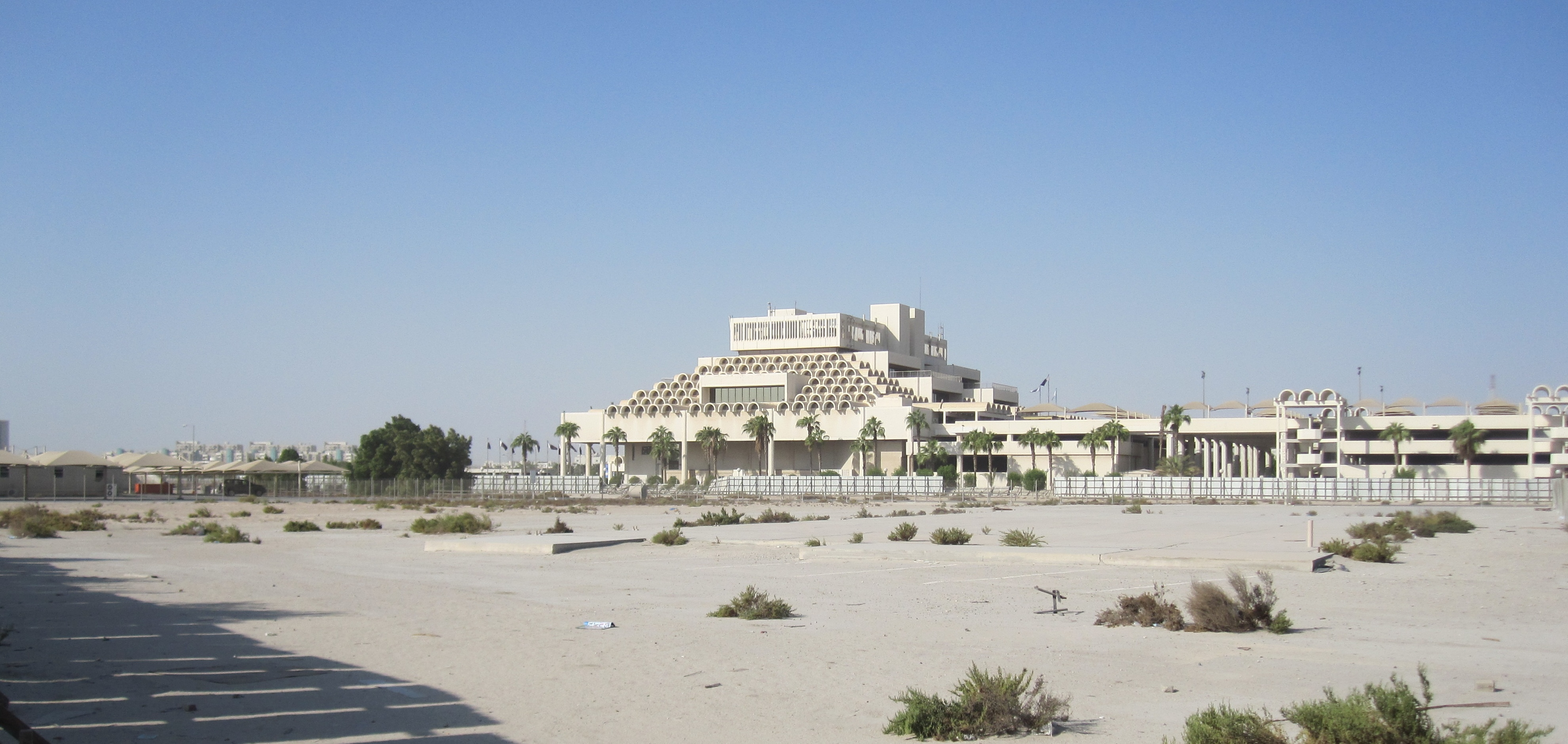
Tòa nhà bưu điện ở Qatar nằm trên đường chính Corniche.

## Một vài hình ảnh khác
- Gallery of Photos of Khalifa International Stadium Lưu trữ ngày 1 tháng 5 năm 2007 tại Wayback Machine
- Qatar Corniche Fish Market Lưu trữ ngày 1 tháng 5 năm 2007 tại Wayback Machine